# Église Saint-Nicolas-du-Chardonnet
Pour les articles homonymes, voir Église Saint-Nicolas-du-Chardonnet (homonymie).
L'église Saint-Nicolas-du-Chardonnet, située à Paris au 23 rue des Bernardins, à l'angle de la rue Saint-Victor dans le 5e arrondissement de Paris, dans le quartier Saint-Victor, à côté de la maison de la Mutualité, a été reconstruite dès la seconde moitié du XVIIe siècle à l'emplacement d'un édifice du XIIIe siècle, et achevée en 1937.
Depuis le 27 février 1977 — date de son occupation illégale par des proches de la Fraternité sacerdotale Saint-Pie-X,,, fraternité dont elle dépend officieusement depuis lors —, cette église constitue le principal lieu de culte parisien du mouvement catholique traditionaliste.

## Historique
Le « clos du chardonnet » est mentionné pour la première fois dans un dénombrement de 1126. Il désigne un domaine situé en rive gauche de la Seine allant des fossés de l'abbaye Saint-Victor à l'est jusqu'à la rue de Bièvre à l'ouest et s'arrêtant à mi-pente de la montagne Sainte-Geneviève. Il doit son nom aux chardons sauvages qui y poussaient avant qu'on y plante des vignes. Le clos du chardonnet a été ensuite englobé dans l’enceinte de Philippe Auguste.

### La première église
Cédant à la demande des habitants du clos à ses tenants (Bruneau, Laas, Garlande, etc.), Pierre, abbé de Saint-Victor à concédé à l'évêque de Paris, Guillaume d'Auvergne, une pièce de terre pour élever une chapelle et un presbytère près du cimetière qu’il dédia à saint Nicolas (1230) pour rappeler un sauvetage de trois mariniers après un naufrage sur la Seine. 
Devenue paroisse, la chapelle fut remplacée par une église (1243) qui fut à son tour remplacée par une église plus grande que Jean de Nanton, évêque de Paris, consacra le 13 mai 1425. Agrandie en 1545, l’église Saint-Nicolas-du-Chardonnet reçut un nouveau clocher en 1625. L'église était alors classiquement orientée à l'est : elle s'ouvrait sur la rue des Bernardins et était parallèle à la rue Saint-Victor dont elle était séparée par un canal de dérivation de la Bièvre.

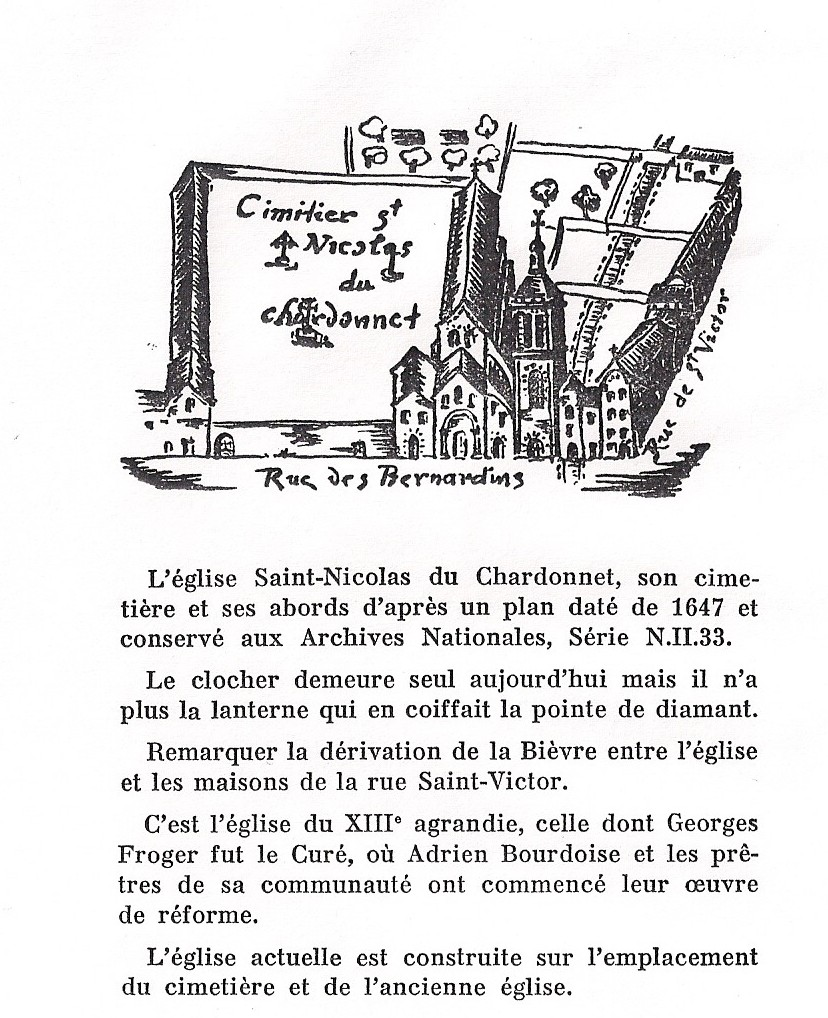
Le cimetière en 1647.
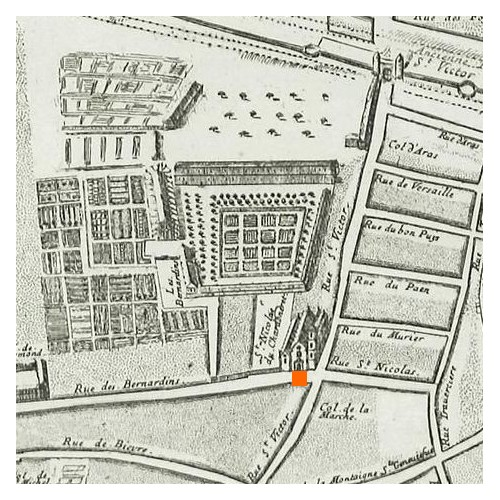
Plan de Bullet, 1676.

### La reconstruction du règne deLouisXIVà nos jours

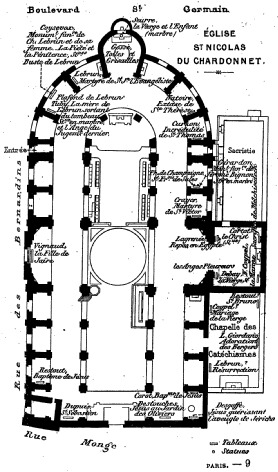
Plan de l'église, in : Paul Joanne, Guide de Paris…

Au milieu du XVIIe siècle, il est décidé de reconstruire une nouvelle église à côté de l'ancienne qui tombait en ruine, en dirigeant son axe vers le nord faute de place à l'est occupé par le séminaire de Bourdoise.
Le 29 mai 1656, les marguilliers arrêtèrent avec Michel Noblet et François Levé, architecte du roi, le devis général des travaux et l'échelon des prix à la toise. Le même jour, ils passèrent marché avec eux pour une première tranche de travaux (le chœur ?), suivi d'autres marchés le 2 mars 1659, puis en 1662 et 1667. Cet édifice sera construit d'après les dessins du peintre Lebrun, datés de 1656 à 1690. Elle comporte une tour carrée latérale. C'est une des rares églises du XVIIe siècle qui ne soit pas orientée.
Le 19 juillet 1656, Christophe Martin, conseiller du roi Louis XIV de France, contrôleur général de la Marine et ancien marguillier de Saint-Nicolas-du-Chardonnet, pose la première pierre dans le cimetière de l'ancienne église avec le curé Georges Froger, Guillaume Compaing et quelques paroissiens (Clermont-Tonnerre, d'Argenson), d’une nouvelle église à laquelle travaille Charles Le Brun et dont Hardouin de Péréfixe de Beaumont fait la dédicace le 15 août 1667. François Levé meurt le 12 juillet 1666, et en 1667, les travaux exécutés ne sont pas encore payés, il reste à construire les travées de la nef encore occupée par l'ancienne église. En 1668, le maçon Jean Bailly donne l'alignement d'une place récemment acquise par la fabrique (conseil financier de la paroisse) par le séminaire[style à revoir], derrière le chœur de l'ancienne église. Plusieurs lots et gains de loteries royales sont organisées « en faveur du bâtiment de Saint-Nicolas-du-Chardonnet », notamment le mardi 20 juillet 1703. En 1763, ils permirent, malgré leur faible succès, de terminer la construction de l'église et de sa façade, financée en grande partie par Marc-René de Voyer de Paulmy d'Argenson. La nef est achevée en 1716, la voûte posée en 1763. Le maître-autel est consacré le 4 décembre 1768 par l'archevêque Christophe de Beaumont, qui refuse de consacrer totalement l'église, considérant que sans façade, l'édifice est inachevé.
François-Henri Clicquot est le facteur du grand orgue dont le buffet date de 1725.
En 1862, le percement du boulevard Saint-Germain à la suite des grands travaux de modernisation de Haussmann nécessite le remaniement de l'abside par Victor Baltard.
La démolition en 1911 de l'ancien séminaire Saint-Nicolas-du-Chardonnet permit la construction en 1930 de la maison de la Mutualité à cet emplacement, et la réalisation de la façade.
Le portail principal sud, donnant sur la rue Saint-Victor, est construit entre 1932 et 1937 sous la direction de Charles Halley, et l'église sera enfin consacrée le 2 juillet 1937 par Mgr Beaussart, délégué du cardinal-archevêque.

L'église Saint-Nicolas-du-Chardonnet vue par Eugène Atget
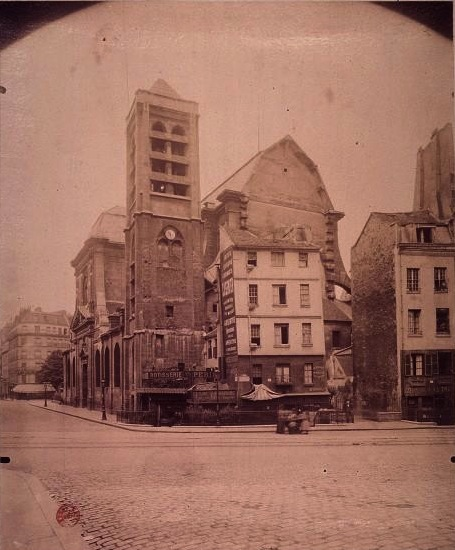
Saint-Nicolas du Chardonnet (entre 1898 et 1900).
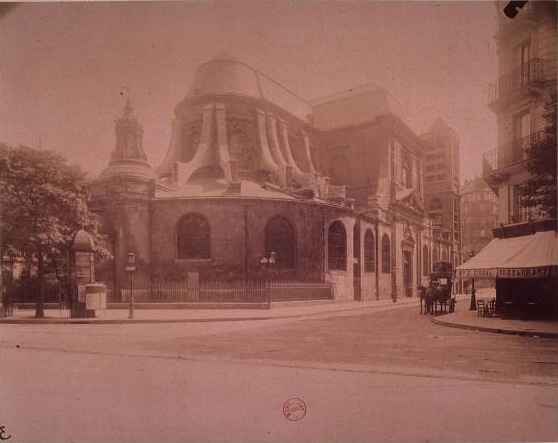
Saint-Nicolas depuis le boulevard Saint-Germain (entre 1898 et 1900).
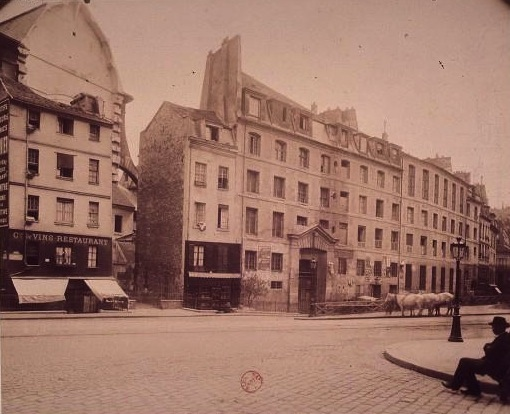
Le Petit-Séminaire de Saint-Nicolas du Chardonnet (entre 1898 et 1900).

Le portail ouest
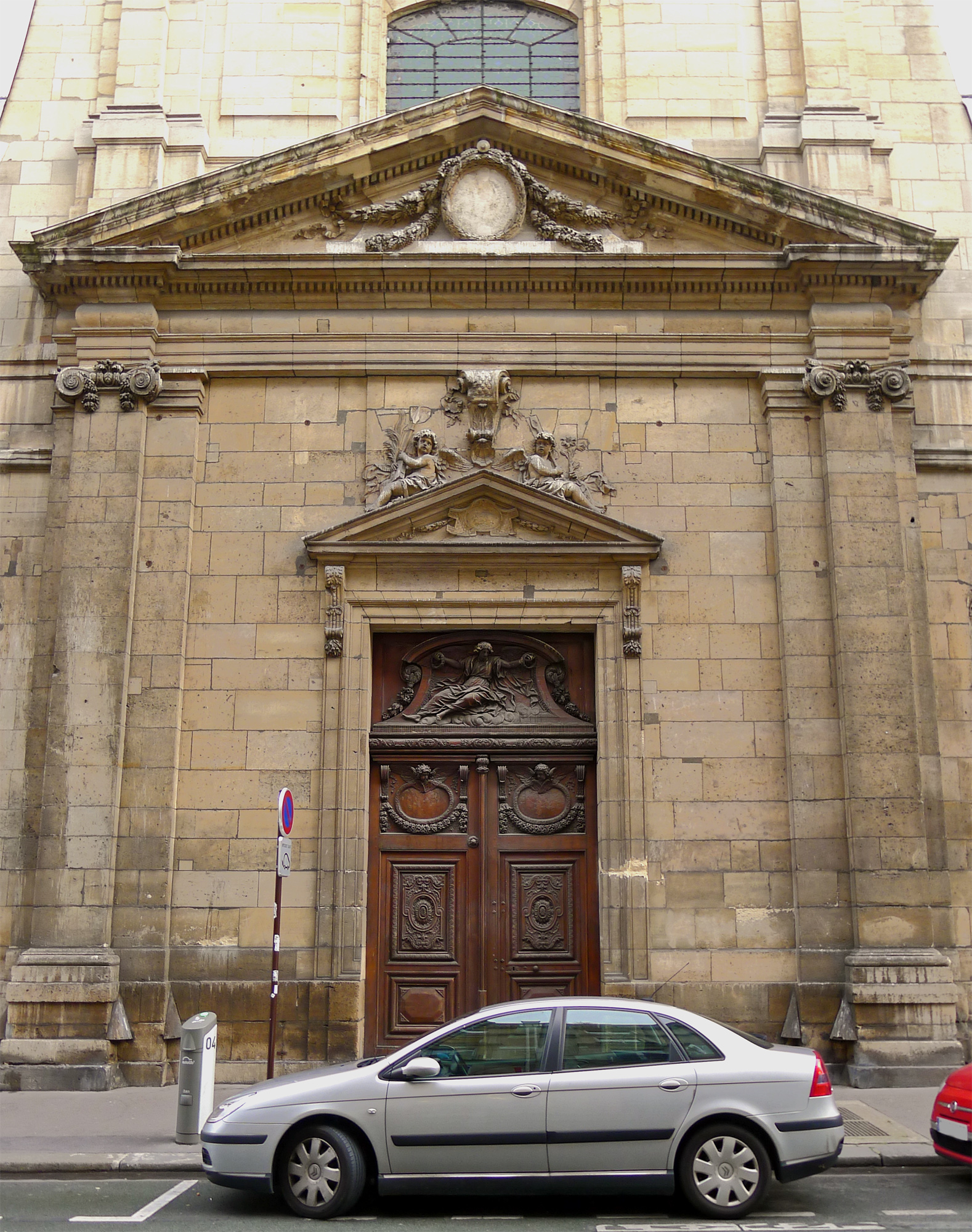
Portail ouest.
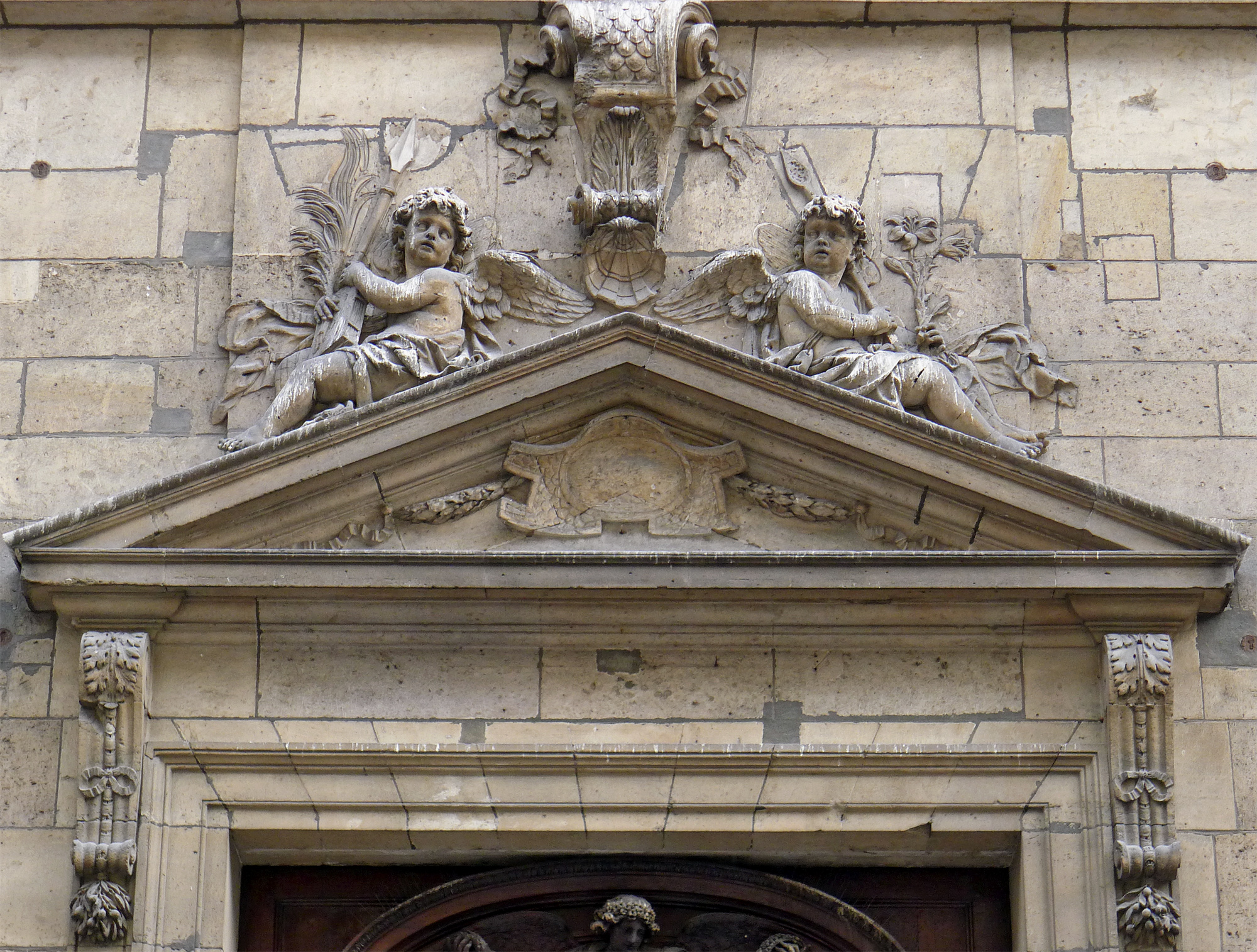
Portail ouest : le fronton.
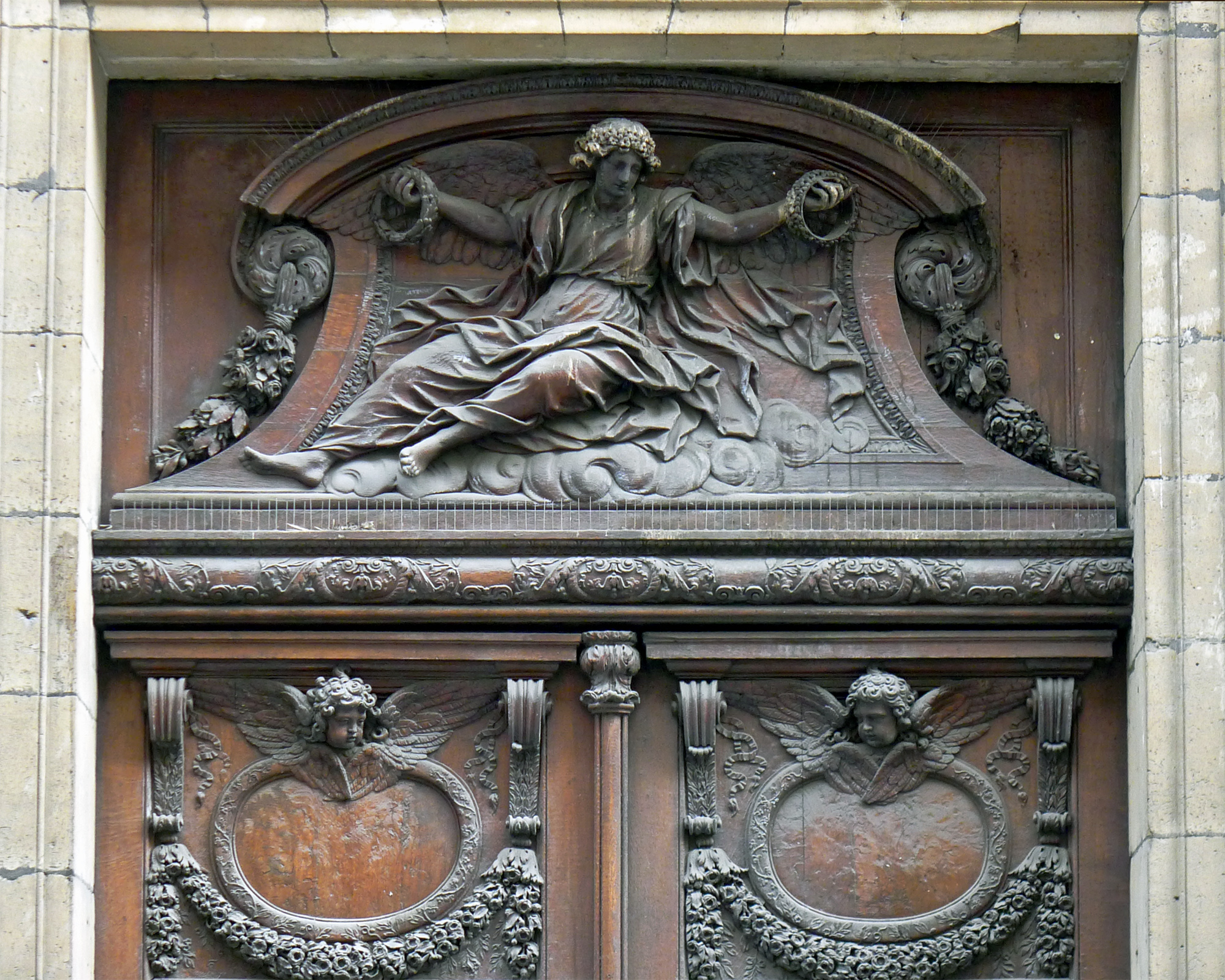
Portail ouest : la porte ouvragée.

### Vie de la paroisse depuis leXXesiècle

#### Jusqu'en 1977
En 1907, le curé de la paroisse, Gabriel Lenert, décide de faire paraître un journal paroissial, Le Chardonnet, l’un des tout premiers journaux paroissiaux, avec le Bulletin de Saint-Sulpice et l’Écho de Plaisance. Son titre fut orné d'une vignette de Louis Périn, architecte diplômé du Gouvernement. Il paraissait le dernier dimanche de chaque mois, même pendant la guerre, où il devint l’organe de l'œuvre de l'Entraide, de Paul Painlevé et de l'Assistance Municipale aux prisonniers de guerre du 5e arrondissement, présidé par son maire. Il fut envoyé au rabbin Jacques Kahn et à tous les consistoires israélites, à l'occasion d'un article sur l' union sacrée. Le journal parut pendant plus de vingt-cinq ans, il comprenait comme les journaux paroissiaux d'aujourd'hui, une chronique médicale, musicale, un Billet-Chardonnet, des bibliographies, des articles, un chapitre historique, des poésies, des histoires drôles, les horaires des messes, les consignes concernant les sacrements, les registres paroissiaux, des publicités, etc., sous la direction de trois curés successifs : Lescure, Girod et Solaro et le curé Lattelais ne pouvait plus faire de sermon sans en recommander la lecture à ses paroissiens. On y apprend par exemple la fondation de la Confrérie Notre-Dame Reine du Clergé le 2 février 1908. L'abbé Lenert fait relier sans équivoque sa paroisse au chardonneret, dont l'image orne le dessin du titre du Journal paroissial : cet oiseau évoquerait dans l'art chrétien la Passion, et la Couronne d'épines, car il se nourrit de chardons.
En 1921, il y avait trois employés à la paroisse, un Garde suisse en trois costumes, un bedeau et une chaisière, chargés du nettoyage, balayage, des cierges, des pendules, des cloches, des affiches, des courses, du courrier, de l'aération, du calorifère, du parquet, des chaises, etc..

#### À partir de 1977

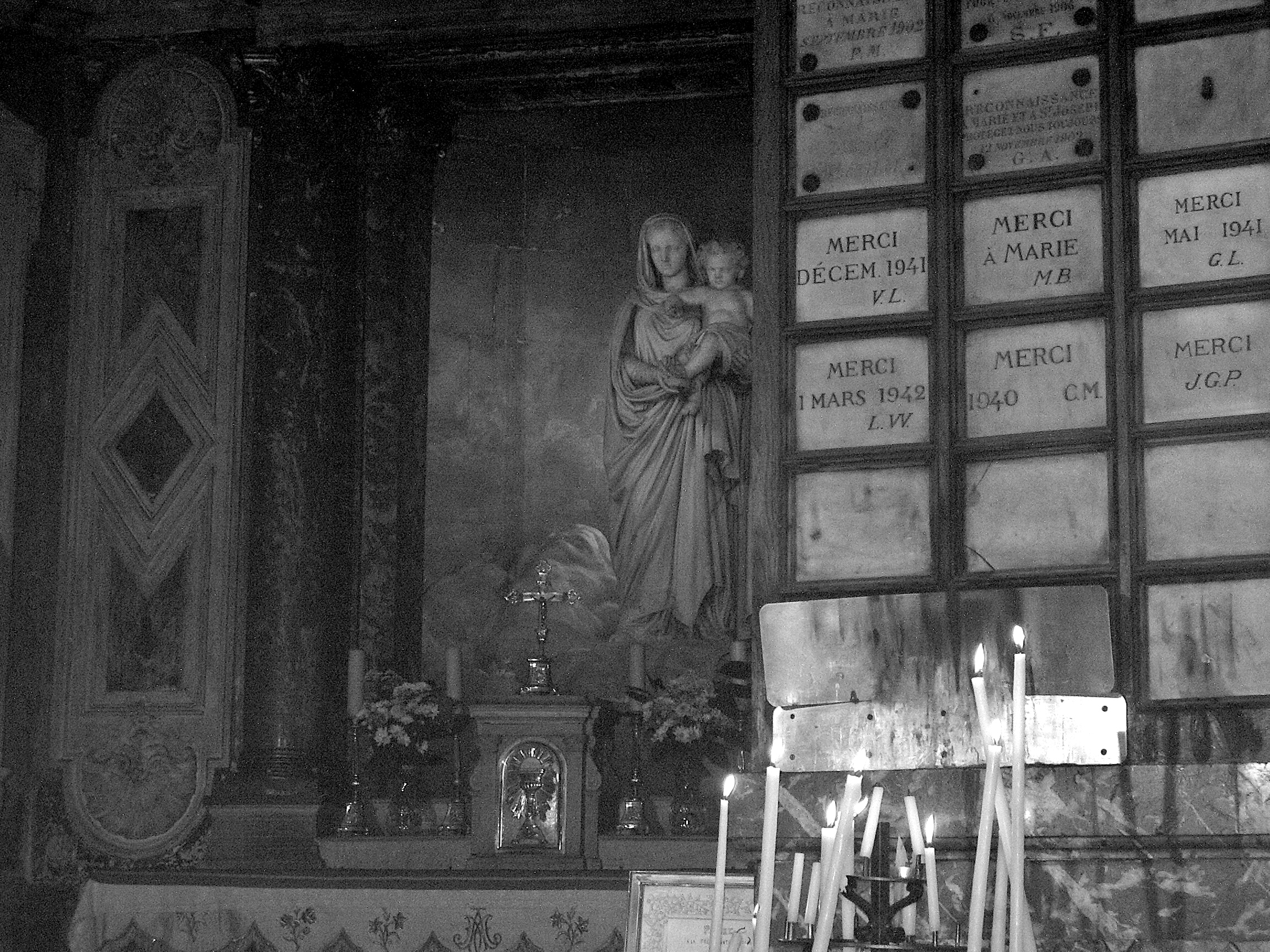
Autel de la Vierge et ex-votos.

Depuis le 27 février 1977, date de son occupation illégale par la force, en « expulsant violemment les occupants légaux »,, par des proches de la Fraternité sacerdotale Saint-Pie-X, fraternité dont elle dépend officieusement depuis lors, cette église constitue le principal lieu de culte parisien du mouvement catholique traditionaliste — également qualifié d'« intégriste » — ainsi que, dans une certaine mesure, de la frange catholique de l'extrême droite française.
En 1977, l'église est occupée par des catholiques traditionalistes proches de la Fraternité sacerdotale Saint-Pie-X qui, menés par les abbés François Ducaud-Bourget, Louis Coache et Vincent Serralda, après neuf demandes restées sans suite auprès du cardinal François Marty, archevêque de Paris, s'emparent du lieu en y célébrant une messe le 27 février 1977. Ils s'y installent ensuite, expulsant le prêtre Pierre Bellégo, « manu militari », affectataire du lieu, ainsi que Jacques Schneider, le premier vicaire.
Les traditionalistes y demeurent depuis cette date, malgré un arrêté d'expulsion obtenu par l'archevêché de Paris, et la demande d'intervention de la force publique. Jean Guitton, désigné comme médiateur par le Tribunal de grande instance, mit en avant le risque d'un trouble plus grand à l'ordre public, si cet arrêté était appliqué. Après y avoir exercé la fonction de curé (sans en avoir le titre officiel), François Ducaud-Bourget « remit » l'église entre les mains de la Fraternité sacerdotale Saint-Pie-X qui la dessert depuis.
Le 21 décembre 1978, une bombe dans l'église y provoque des dégâts qui ne seront que superficiels. D'après des commentaires tardifs des milieux de droite et du Parti communiste, l'action aurait été revendiquée par un groupe s'intitulant les « Brigades juives ».
De 1983 à 1997, l'abbé Philippe Laguérie étant curé, de grandes processions furent relancées à l'occasion de la Fête-Dieu et de la Fête de l'Assomption (le 15 août), ainsi qu'une vie paroissiale.[réf. nécessaire]
Les obsèques de nombreuses personnalités furent célébrées dans cette église : ainsi Jacques Audiberti (en 1965), Michel Boutin et un nombre important de personnes connues pour leur engagement à l’extrême droite, dont Georges-Paul Wagner, Paul Touvier, François Duprat, Rolande Birgy, Bernard Faÿ, Maurice Bardèche ou encore Jean-Pierre Stirbois. Lors d’une cérémonie organisée à l’occasion du 10e anniversaire de l’occupation de l’église, de nombreux représentants de l’extrême droite française sont présents : Pierre Pujo (Aspects de la France), François Brigneau (Minute), Pierre Sidos (L’Œuvre française), Jean Madiran, André Figueras (Présent) et Roland Gaucher (National-Hebdo).
En septembre 1998, une messe est dite en latin à la mémoire de Maurice Bardèche, historien négationniste, au cours de laquelle, devant une audience de nombreuses personnalités d'extrême droite comme Pierre Sidos, Henry Coston ou encore Pierre Guillaume, Jean-Marie Le Pen rend hommage à celui qu'il qualifie d'« historien d'avant-garde » et de « prophète d'une renaissance européenne ».
Parmi les fidèles de la paroisse, on compte ou on a compté également des personnalités de milieux divers, telles qu'Alain de Lacoste-Lareymondie, Jean-François Chiappe, Paul Guth, Michel de Saint Pierre, Jacques Perret, Paul Vialar, Michel Droit ou encore Jean Dutourd, Jacques Dufilho et Louis de Funès. Tristane Banon y a été baptisée.
Marine Le Pen y a fait baptiser ses trois enfants et son père, Jean-Marie Le Pen, s’y rendait régulièrement pour y faire dire des messes pour ses amis défunts. Le terroriste d'extrême droite Florian Scheckler s'y était également déjà rendu.
Le 8 décembre 2003, près de 200 étrangers en situation irrégulière menés par Sylvain Garel (en) et Romain Binazon occupent quelques heures l'église. Ils finissent par quitter les lieux avant l'arrivée de fidèles qui viennent défiler pour la traditionnelle procession aux flambeaux de l'Immaculée conception.
Quatre grandes processions religieuses rassemblent les fidèles lors des fêtes religieuses catholiques, aux Rameaux, à la Fête-Dieu, à l'Assomption le 15 août, et pour la procession aux flambeaux en l'honneur de l'Immaculée conception le 8 décembre. Outre ces fêtes religieuses, des messes commémoratives sont célébrées chaque année : un service à la mémoire des victimes de la Fusillade de la rue d'Isly qui manifestaient le 26 mars 1962 à Alger en faveur de l'Algérie française contre le pouvoir français en place (dans l'église Saint-Nicolas-du-Chardonnet, se trouve une statue de Notre-Dame d'Afrique dont l'original se trouve à Alger), et une messe à la mémoire du roi Louis XVIII.
Boulevard Saint-Germain, une petite boutique donnant sur la rue perpétue l'ancienne paroisse avec la messe conciliaire, la paroisse et l'église Saint-Séverin ayant pris le nom de paroisse Saint-Séverin-Saint-Nicolas.

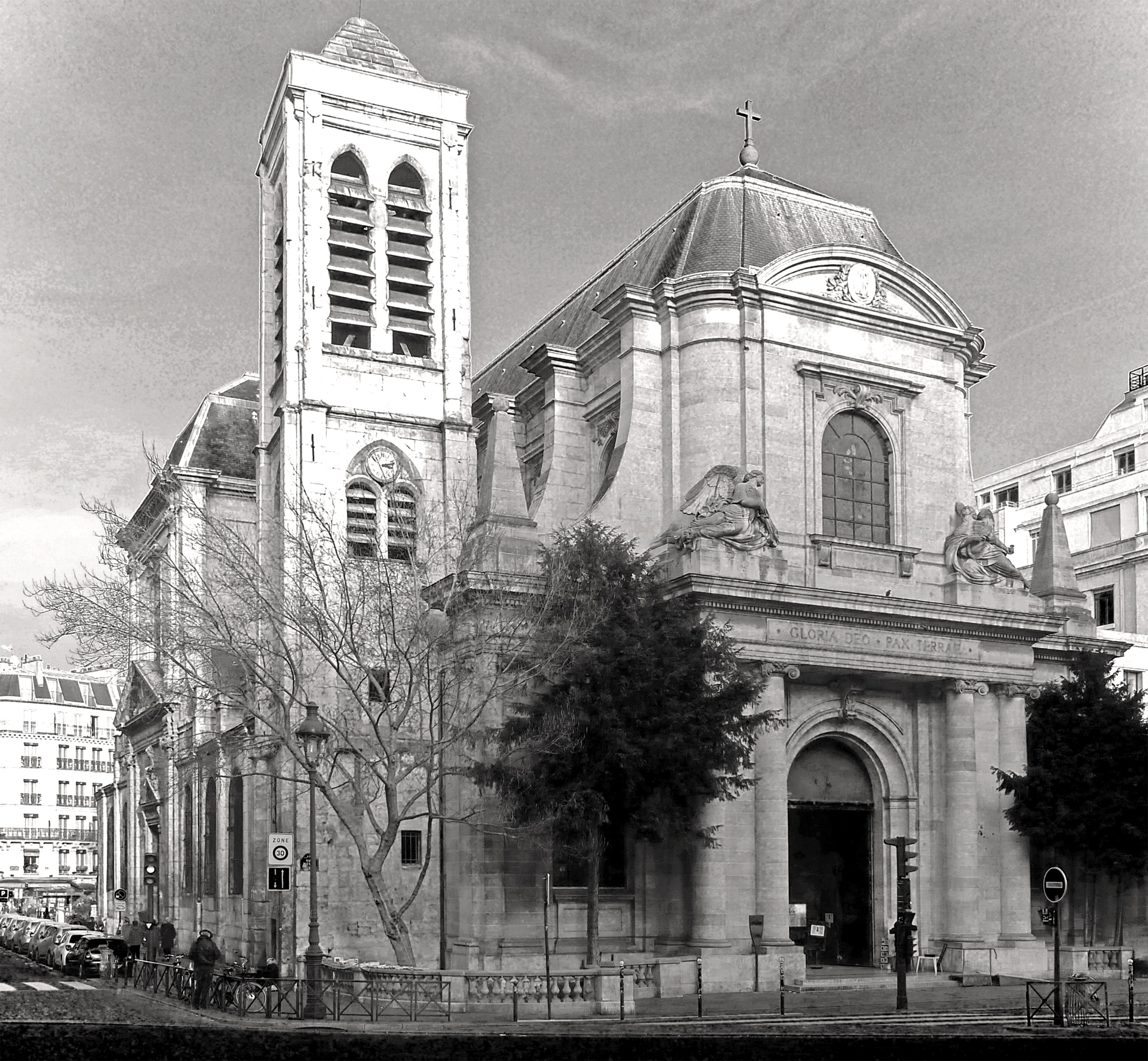
Saint-Nicolas-du-Chardonnet, façade sud (2016).
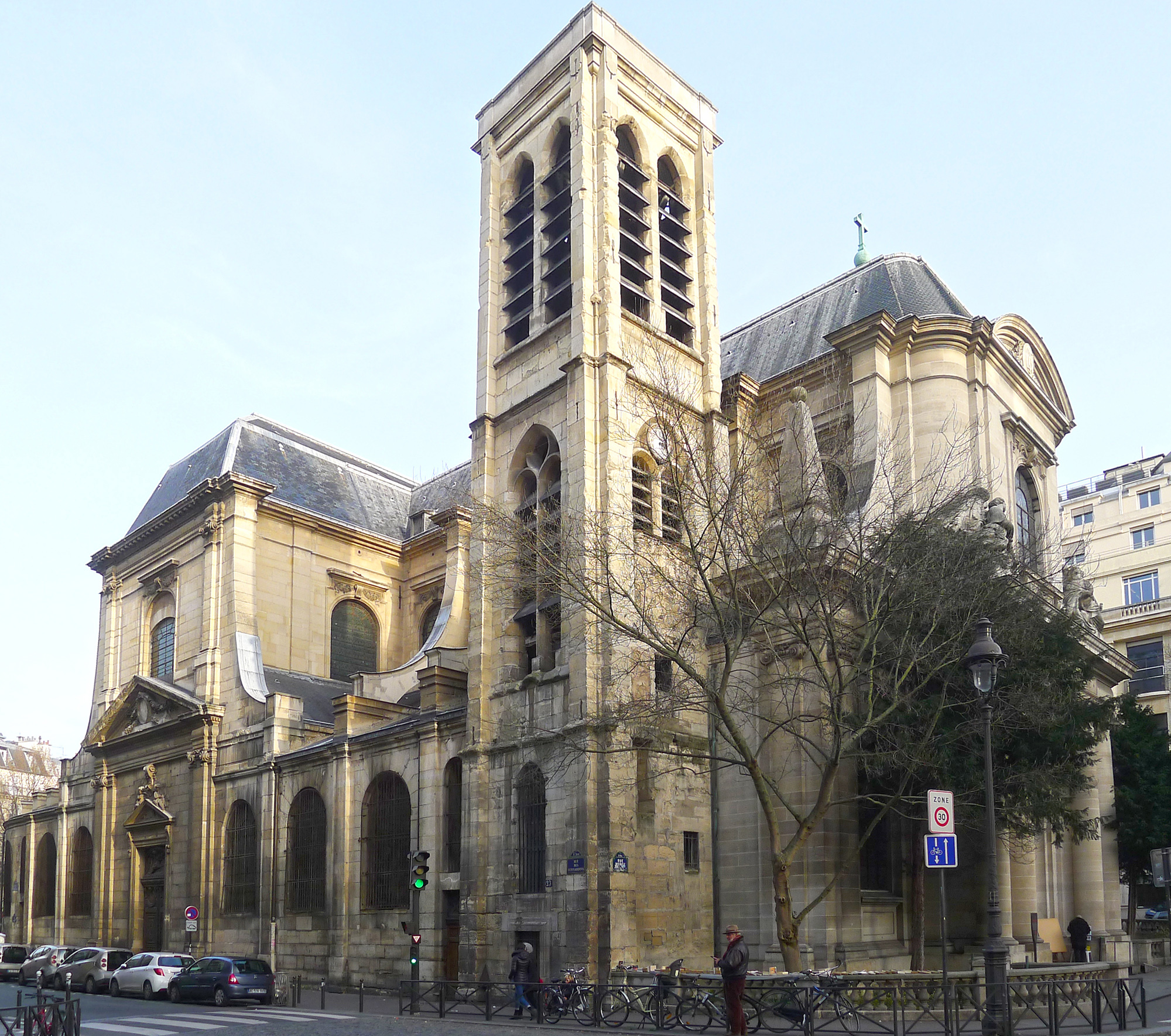
Saint-Nicolas-du-Chardonnet, façade ouest (2011).
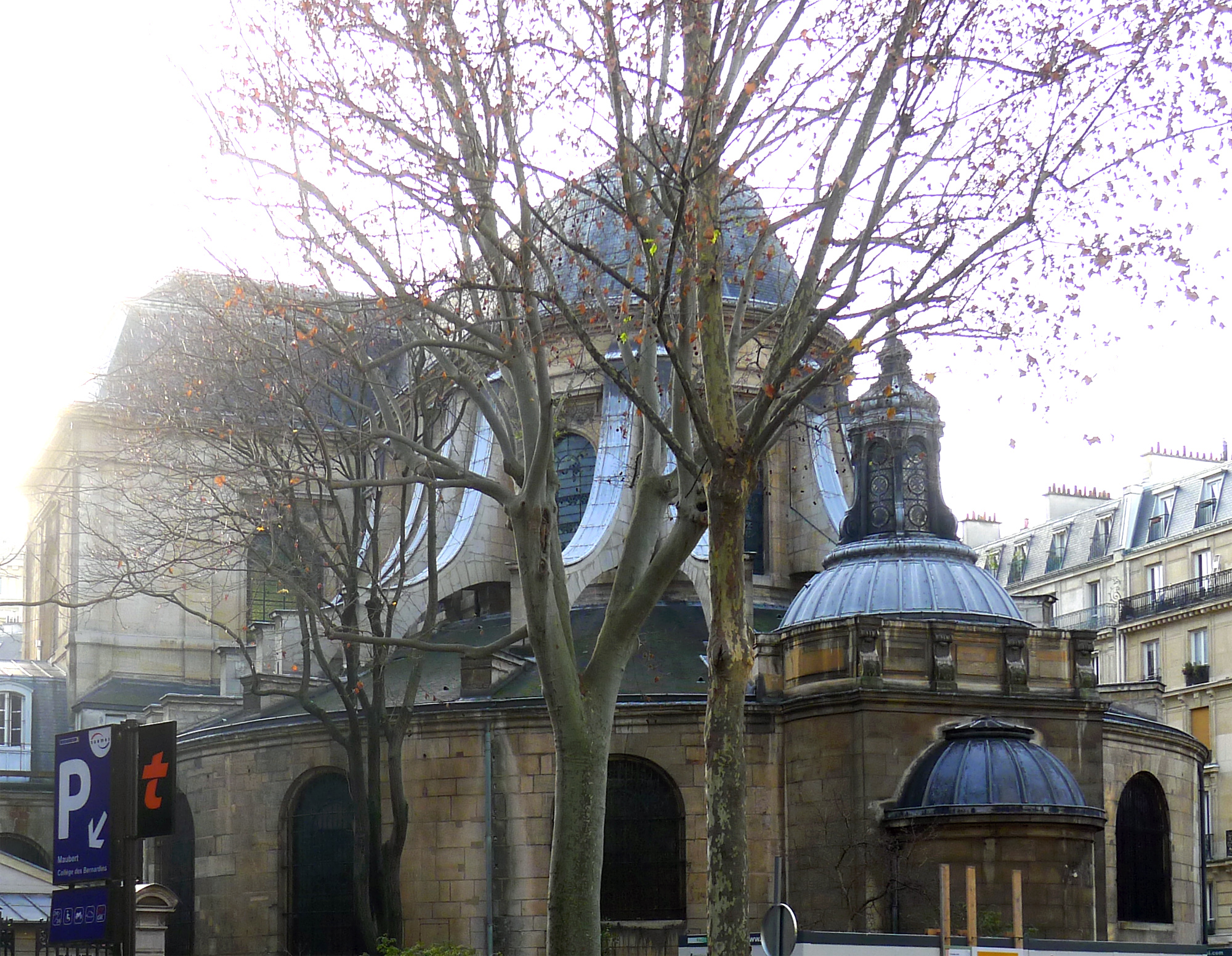
Chevet (côté nord).

#### Liste des curés

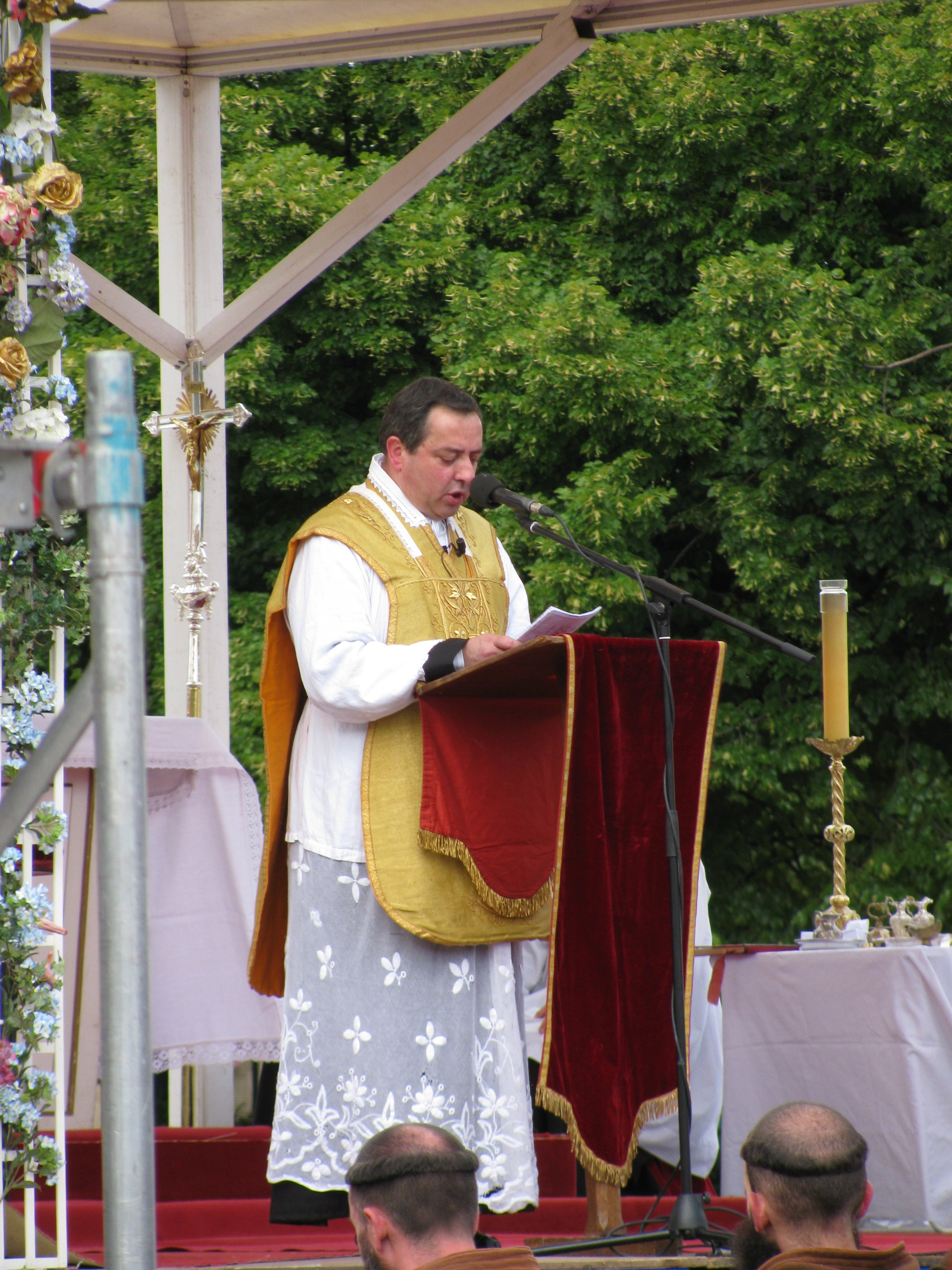
L'abbé Beauvais en 2011.

Prêtres responsables du clergé desservant l'église depuis 1977
- François Ducaud-Bourget (inhumé dans l'église) ;
- abbé Philippe Laguérie de 1984 à 1997 ;
- abbé Christian Bouchacourt de 1997 à 2003 ;
- abbé Xavier Beauvais de 2003 à 2014 ;
- abbé Patrick de La Rocque de 2014 à 2017 ;
- abbé Denis Puga[29] de 2017 à 2018 ;
- abbé Pierpaolo Petrucci, prieur-doyen de 2018 à 2022[30] ;
- abbé Michel Frament, nommé mi 2022[réf. nécessaire].

Au regard du droit canonique, ces prêtres ne sont pas « curés » de Saint-Nicolas, bien qu'ils en exercent de facto la charge, car la cura animarum ne leur est toutefois pas confiée par l'ordinaire légitime du lieu, l'archevêque de Paris. L'affectataire légitime de l'église est le curé de la paroisse Saint-Séverin-Saint-Nicolas, l'abbé Guillaume Normand.
Dans un sens plus large du terme, ils sont fréquemment désignés comme « curés », aussi bien dans leurs publications que par la grande presse,, et même par la presse catholique comme La Croix.
Vis-à-vis de l'Église catholique, la FSSPX, n'ayant pas encore retrouvé « pleine communion avec l'Église », ne peut, tant que les questions doctrinales « ne seront pas résolues », avoir « de statut canonique dans l'Église » et « ses ministres ne peuvent exercer de façon légitime aucun ministère »,, selon le motu proprio Ecclesiae unitatem.

## Architecture

### Intérieur de l'église

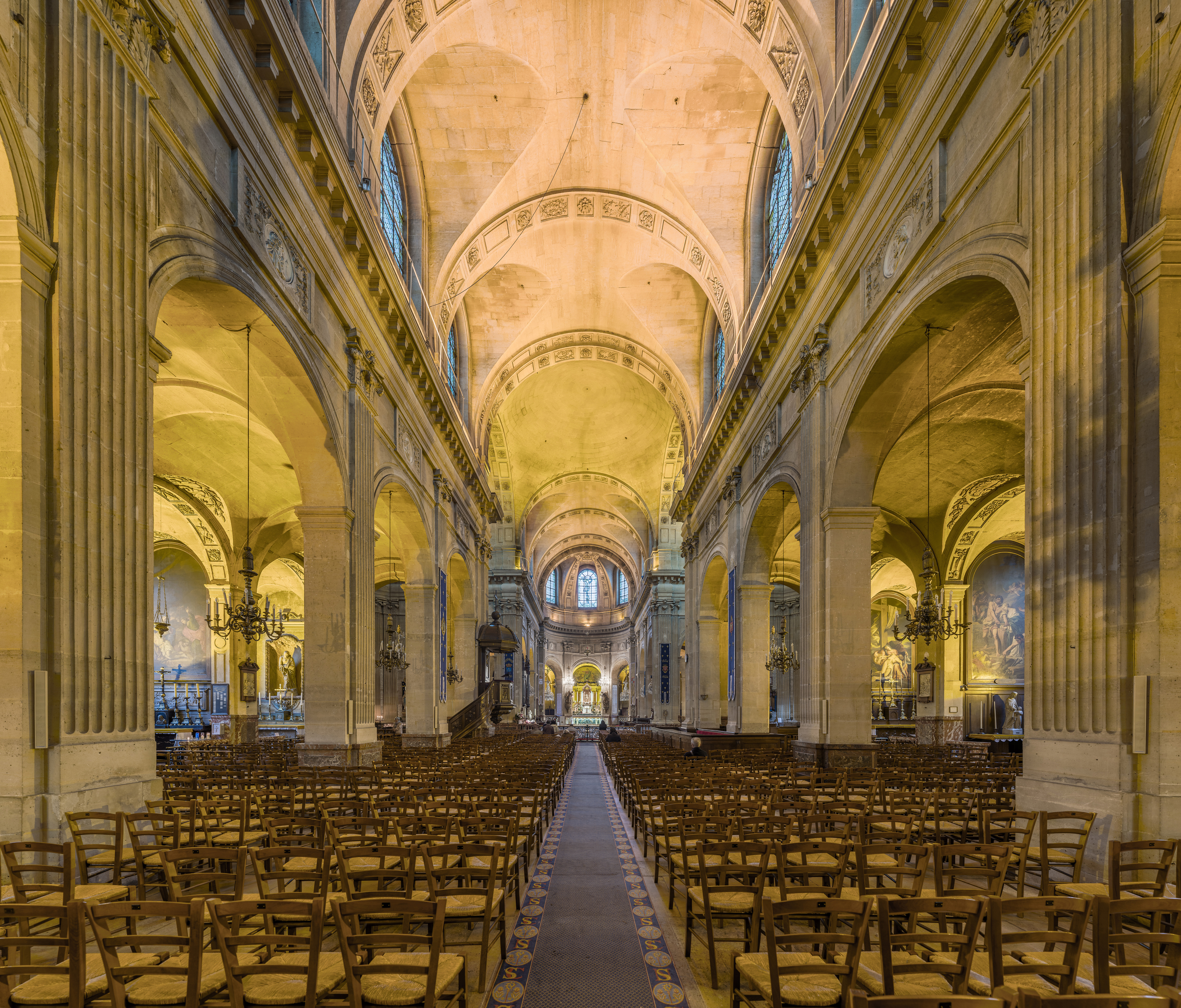
Nef de l'église.
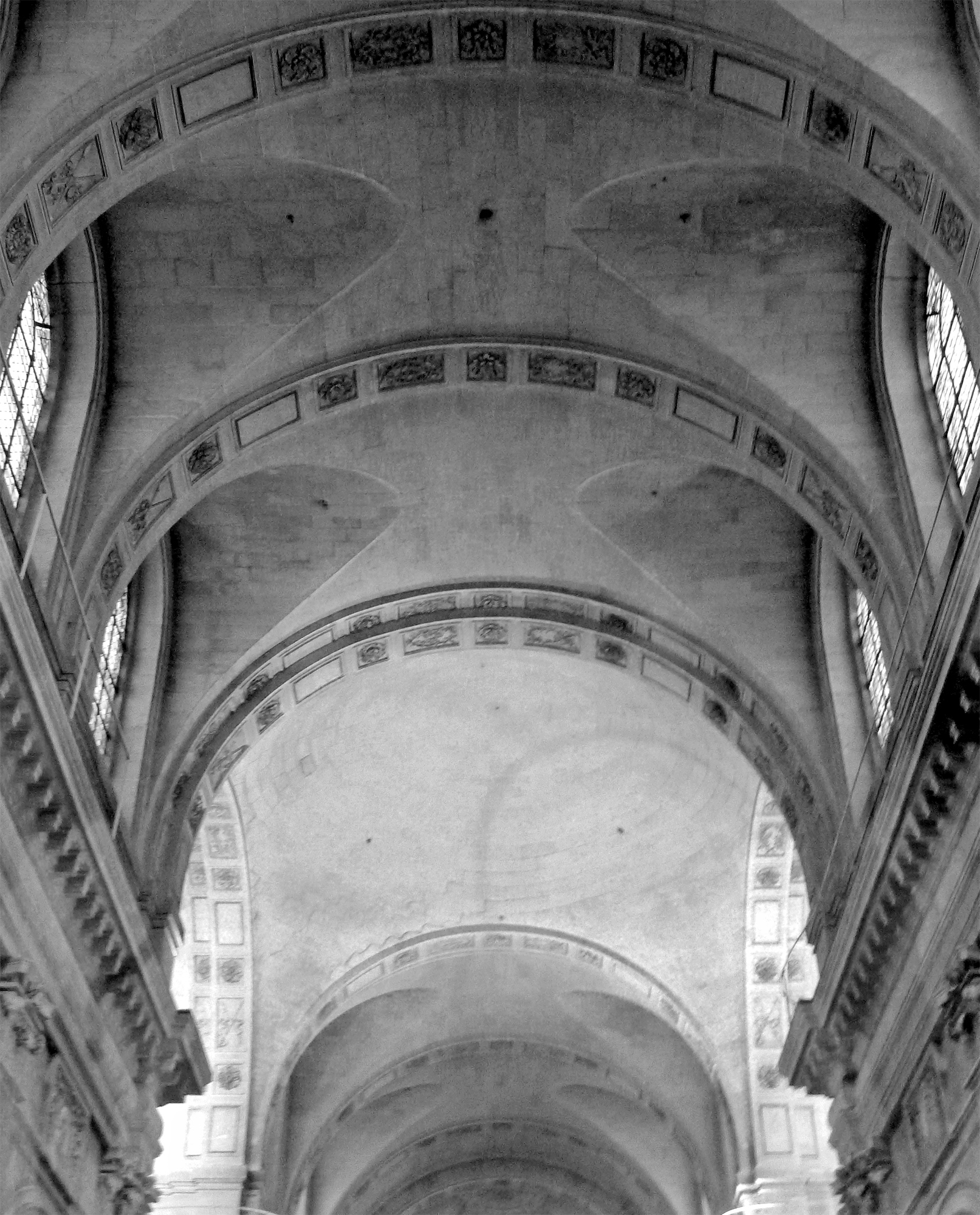
Voutes de la nef.
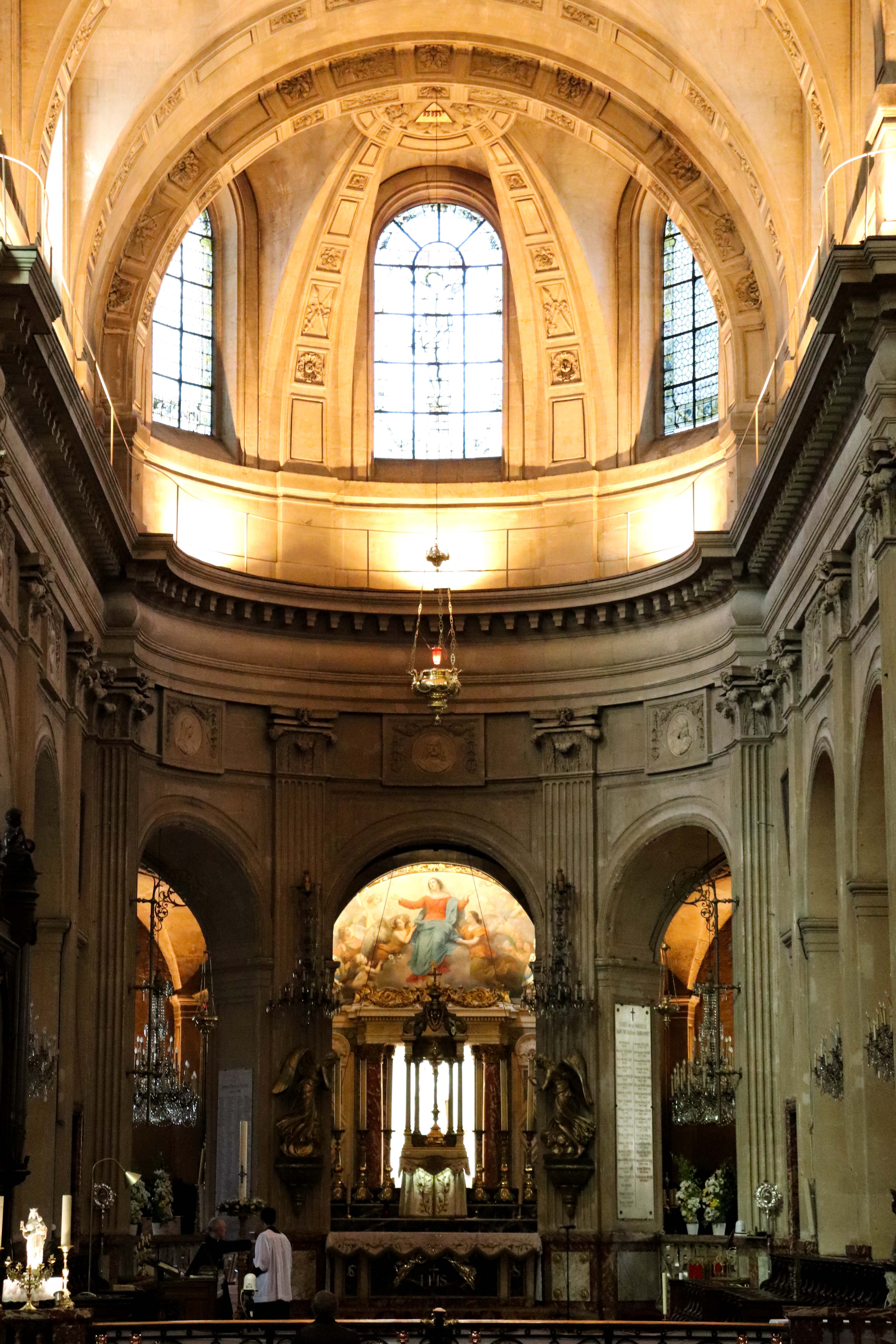
Autel.
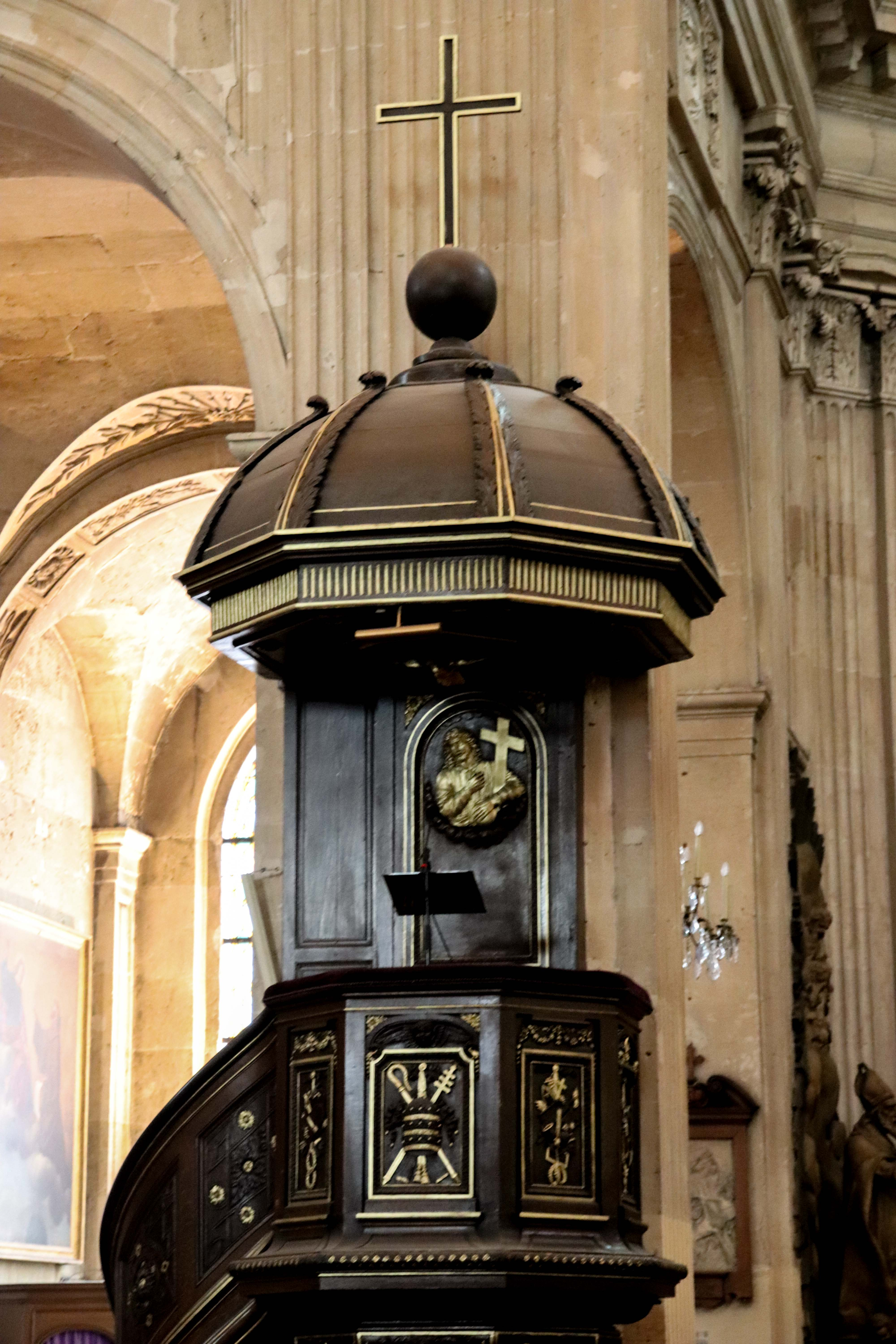
Chaire.
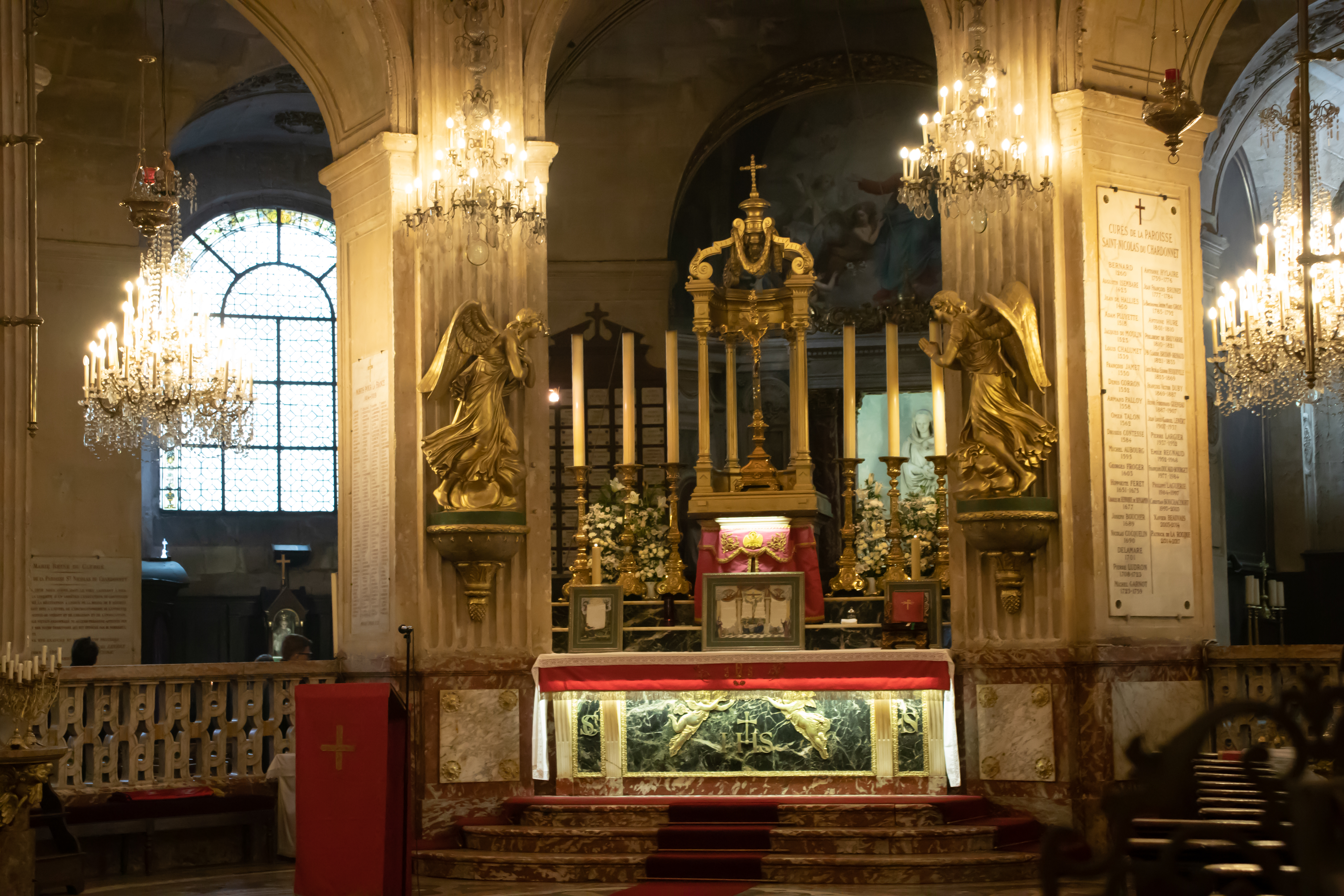
Autel.
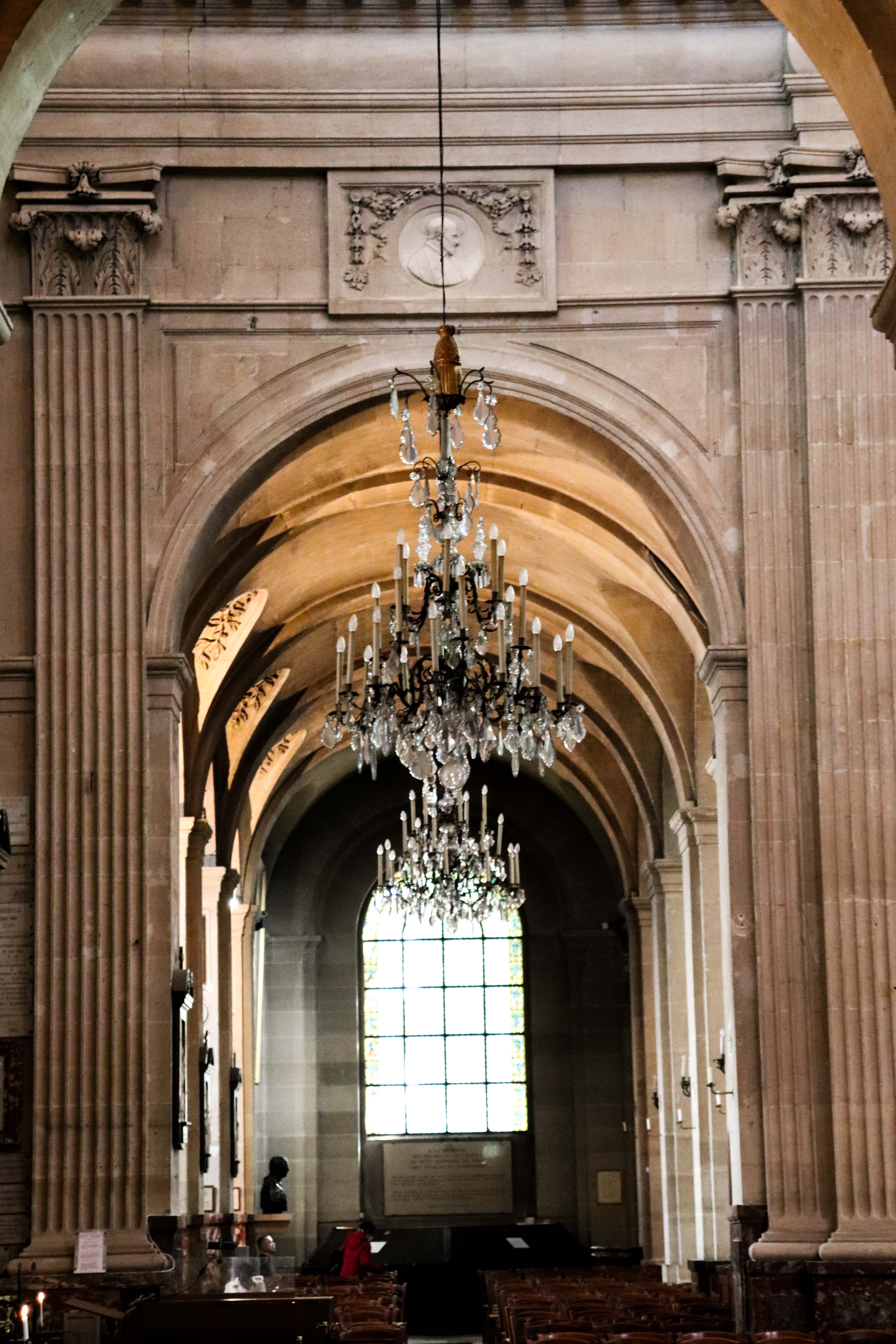
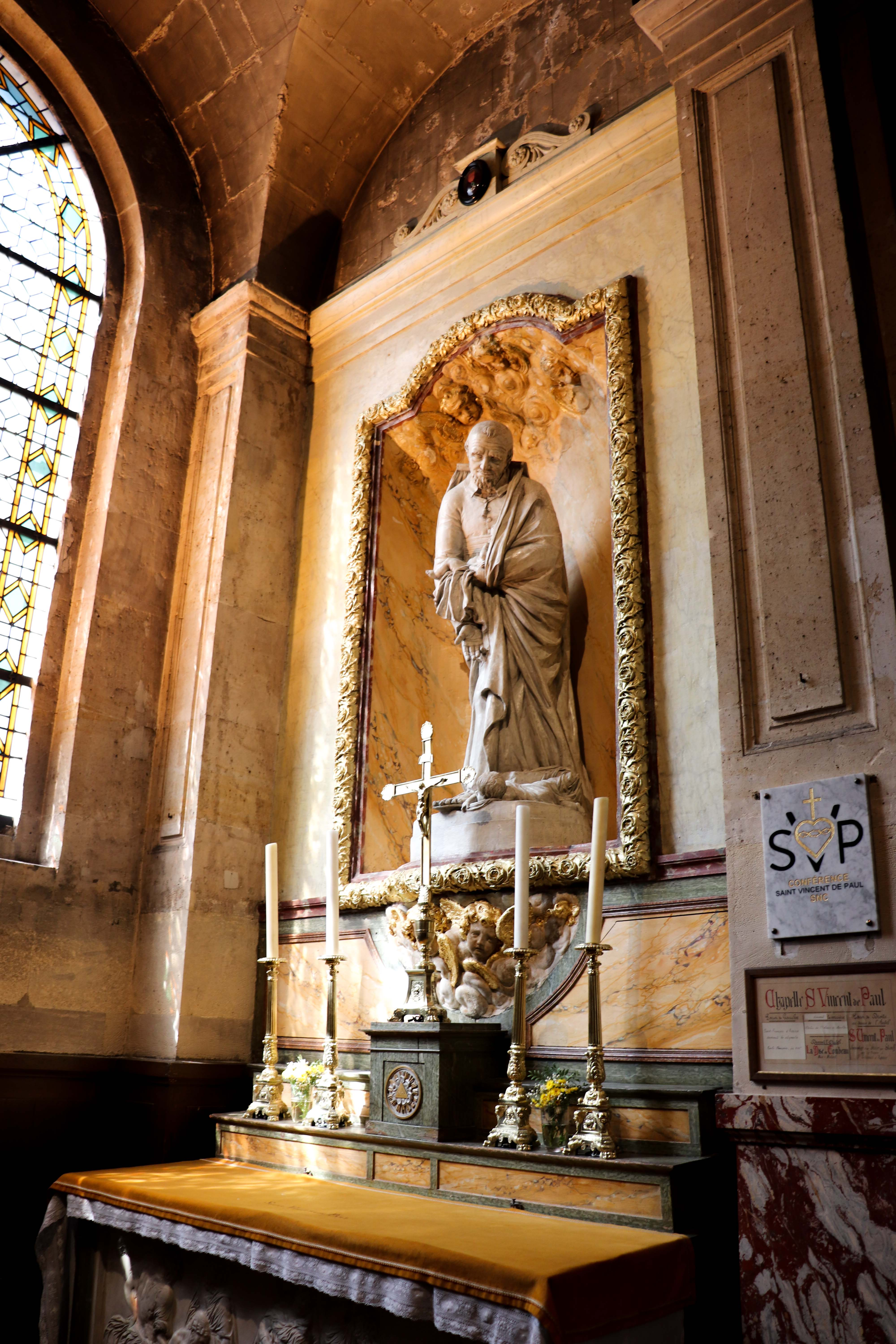
Chapelle Saint-Vincent de Paul.
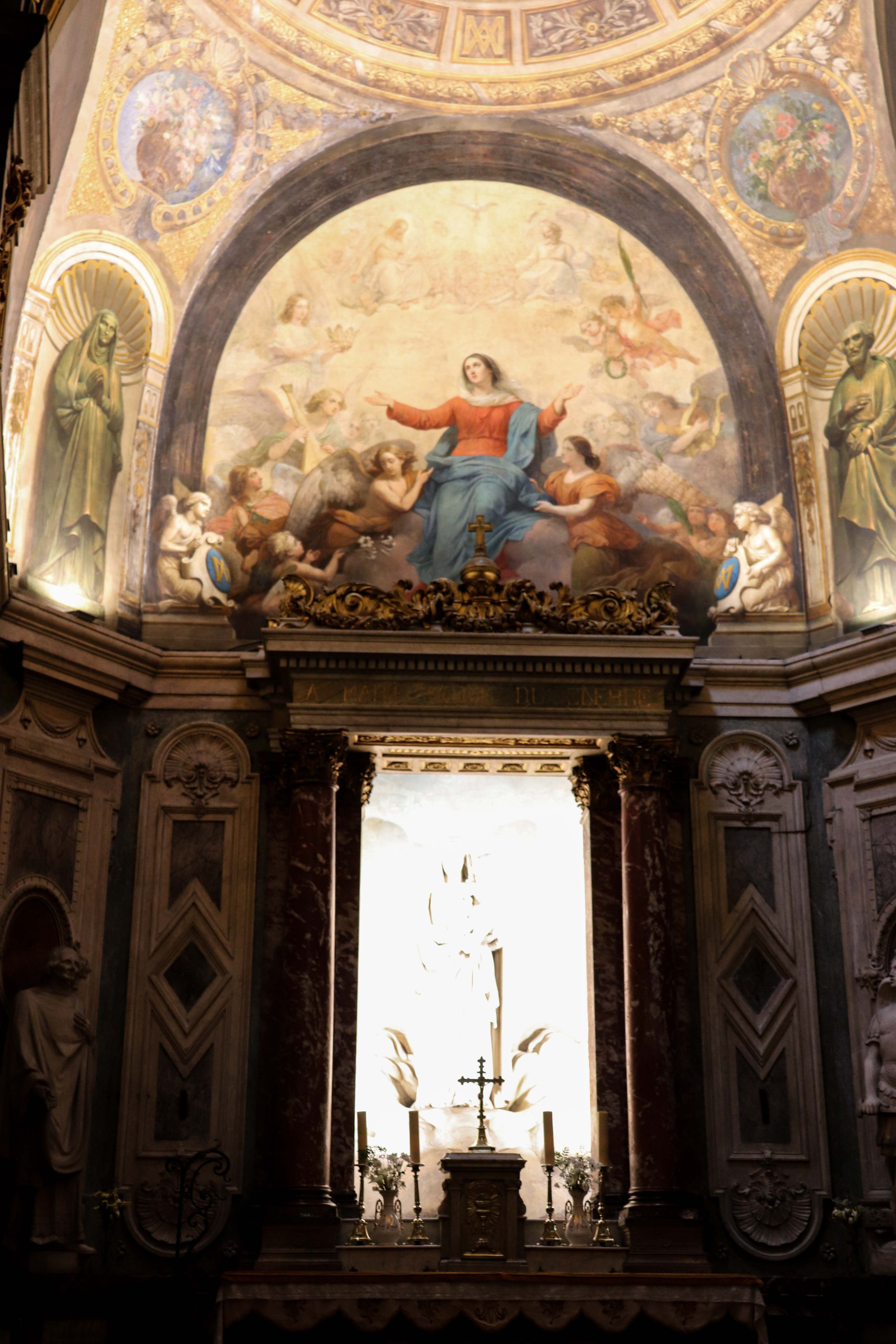
Chapelle de la Très Sainte Vierge.

#### Trésors et reliques
Hippolyte Feret fit exposer une fiole de l'eau qui coule des os de saint Nicolas, apportée par Paul de la Croix, prêtre de la compagnie avec certificats. On y trouvait aussi un ossement (humérus ?) de saint Nicolas, avec attestation de Louise de Foix de Candale, abbesse de l'abbatiale Sainte-Glossinde de Metz.
Plus tard, on y mit aussi une relique du pied droit de saint Victor. Y étaient jadis aussi exposées à des jours solennels, des reliques de la croix du Christ. Avant la Révolution, l'église possédait de beaux ciboires et vases sacrés « incrustés de diamants ». Sont conservés aujourd'hui de remarquables canons d'autels brodés et des chasubles.

#### Tableaux et sculptures
L'église Saint-Nicolas du Chardonnet a été classée à l'inventaire des monuments historiques le 10 février 1887.
Le 20 février 1905, de nombreux tableaux et sculptures ont été classés à l'inventaire des monuments historiques.
Le site est inscrit à l'inventaire des monuments historiques le 18 avril 1914.

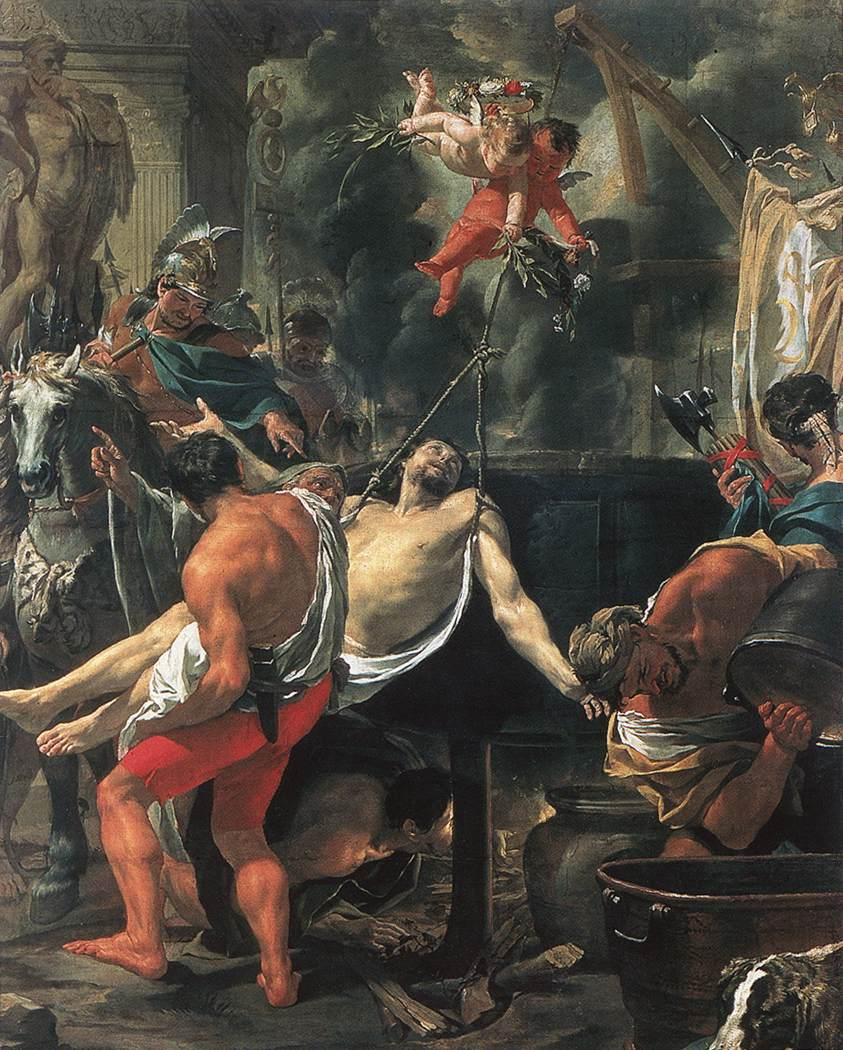
Charles Le Brun, Martyre de saint Jean Porte Latine.
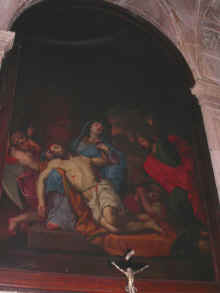
Frère Luc, Déploration du Christ.
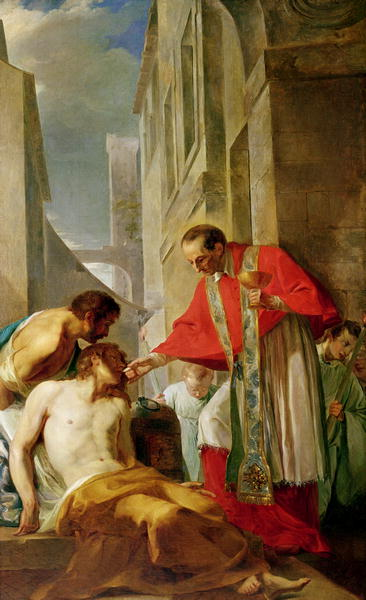
Jean Baptiste Corneille, Charles Borromée communiant les Pestiférés.
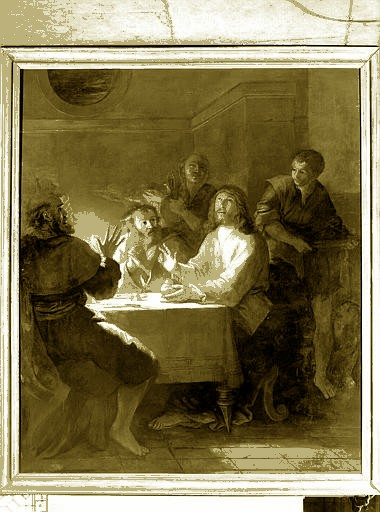
Frère André, Les Pèlerins d'Emmaüs.
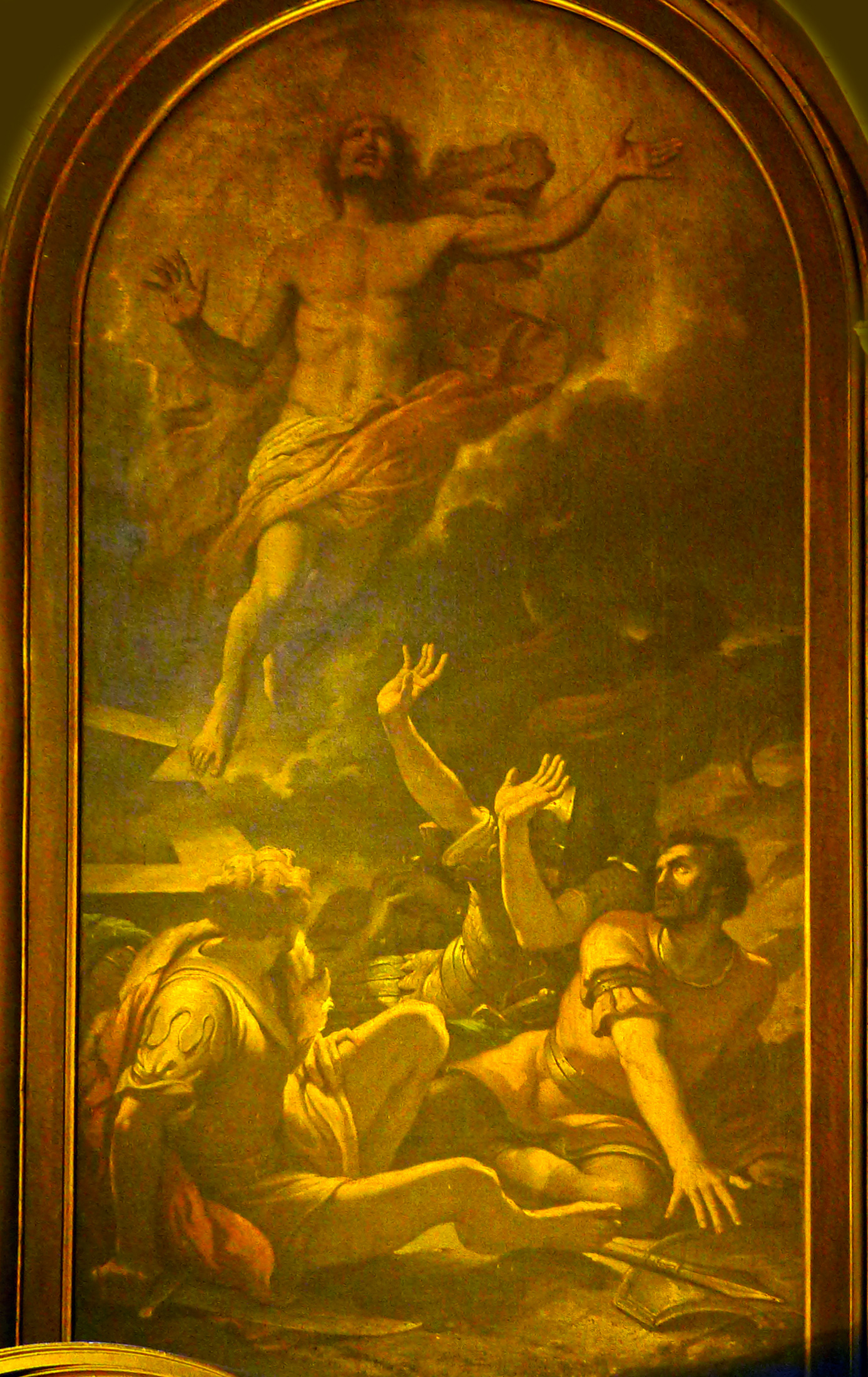
Attribué à Charles Le Brun, La Résurrection du Christ.

On peut voir près de l'entrée un des tableaux de jeunesse du peintre Charles Le Brun (1619-1690), l'un des fondateurs en 1648 de l'Académie française et premier peintre de Louis XIV, paroissien puis marguillier de Saint-Nicolas du Chardonnet. Il s'agit du Martyre de Saint Jean l'Évangéliste à la Porte Latine.
Les tombeaux de Le Brun et de sa mère Julienne Le Bé sont situés dans une chapelle de l'église, obtenus avec messe pour lui et son épouse « à perpétuité » des prêtres et marguilliers de Saint-Nicolas du Chardonnet : « M. Le Brun a fait faire lecture à la compagnie du contrat de concession faite par les curés et marguilliers de Saint-Nicolas-du-Chardonnet (…) » le 9 juin 1667 (Procès-verbal de l'Académie de Peinture). Cette chapelle consacrée à saint Charles Borromée est l'une des plus somptueuses chapelles privées de Paris, réalisée par Antoine Coysevox et par le sculpteur Gaspard Collignon. Charles Le Brun qui passe pour avoir fourni les plans et les dessins de toute cette église Saint-Nicolas n'aurait en fait fourni que la décoration de la chapelle, la façade rue des Bernardins (1669), le dessin de la devanture, ceux du tabernacle et du calvaire.

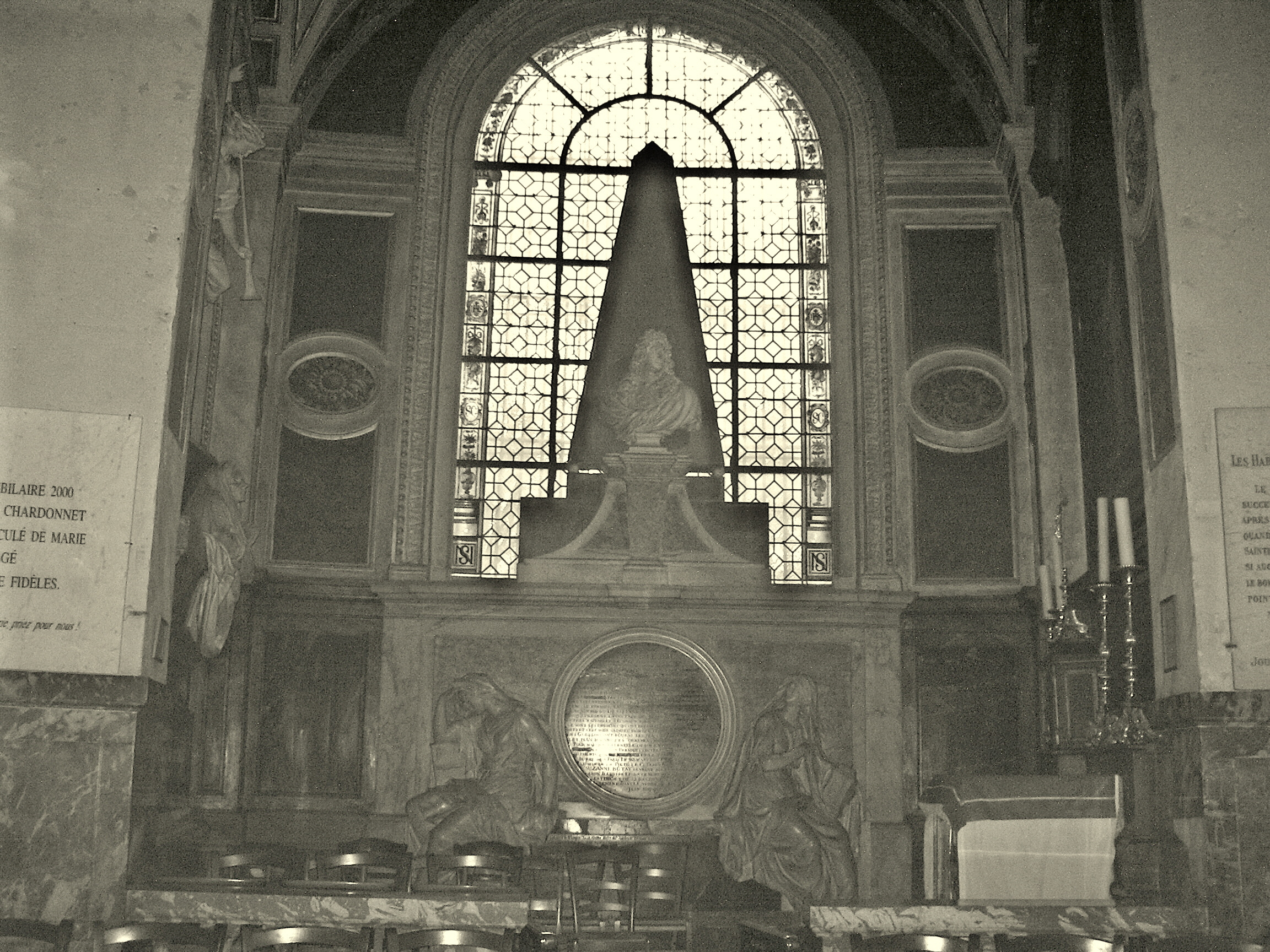
Tombeau de Charles Le Brun.
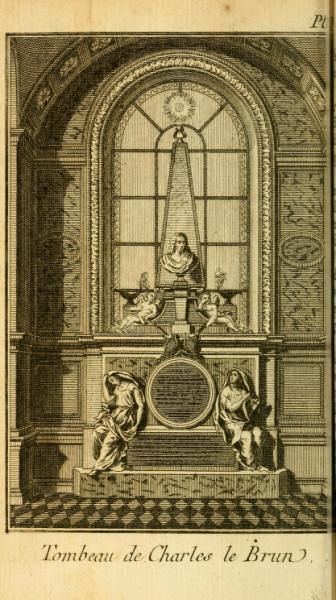
Tombeau de Charles Le Brun[42].
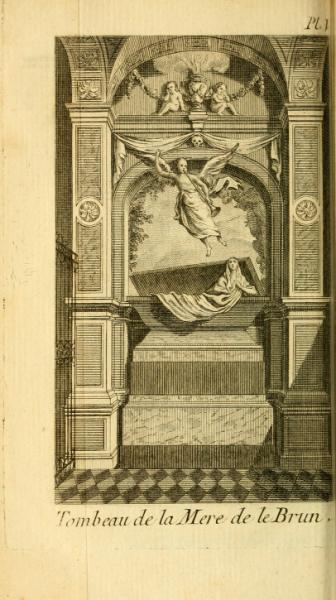
Tombeau de la mère de Charles Le Brun[42].

L'église abrite un autre monument funéraire, le mausolée de Jérôme Bignon, avec les statues en pierre de la Justice et de la Tempérance par Michel Anguier, et le bas-relief en marbre de Saint Jérôme par François Girardon.

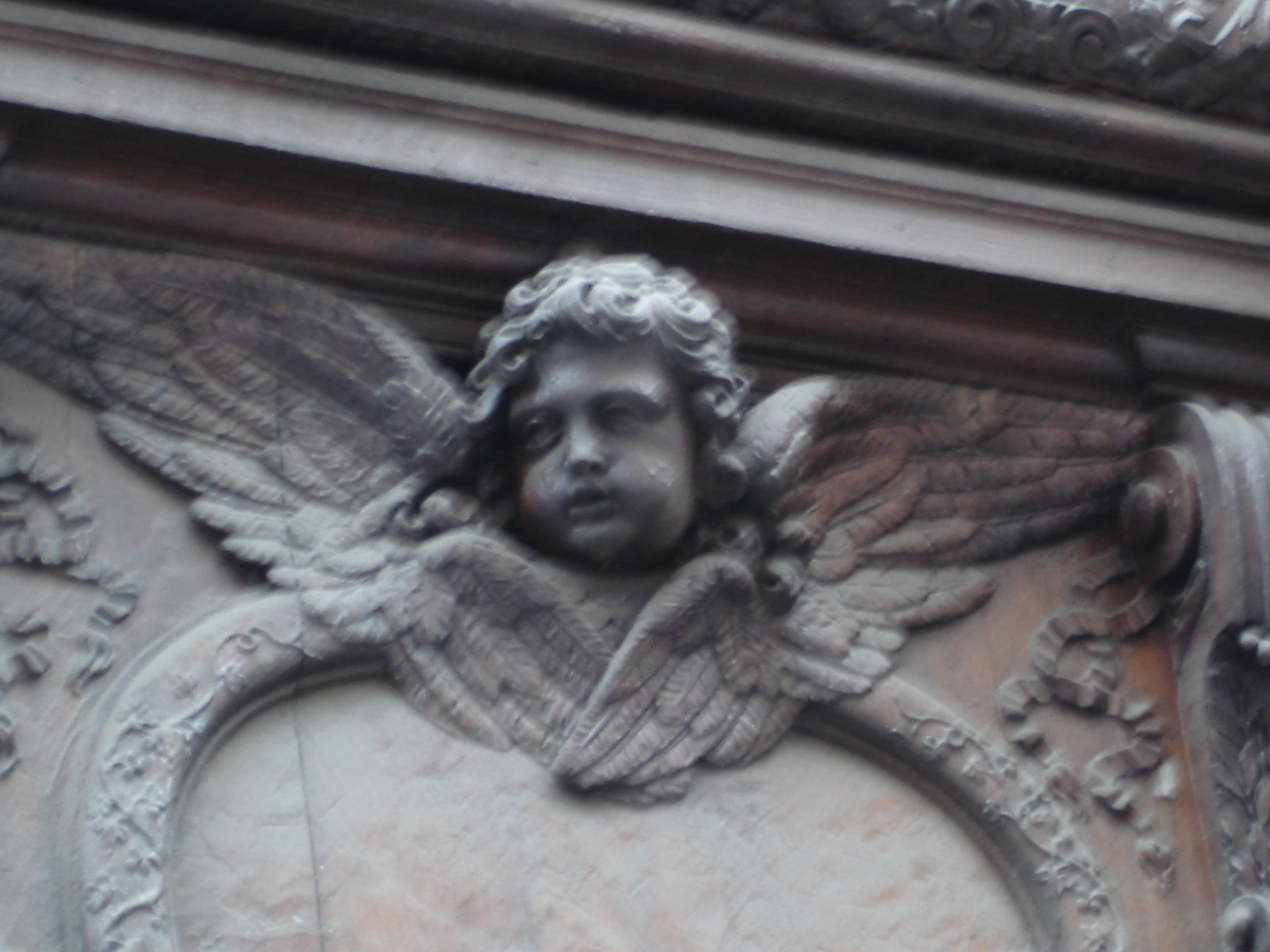
Angelot, porte latérale.
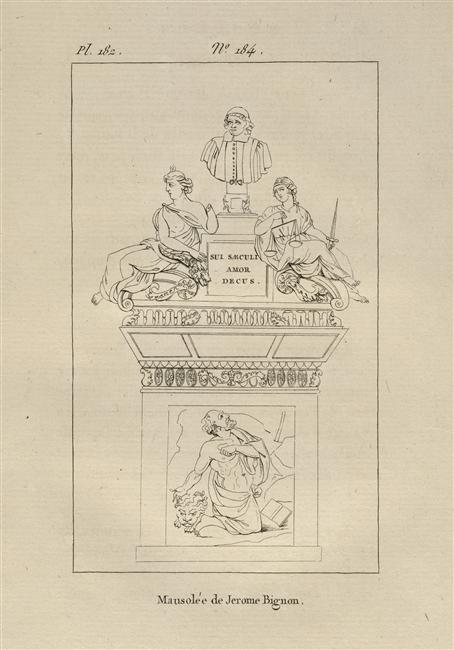
Mausolée de Jérôme Bignon, gravure d'après l'œuvre de Michel Anguier (statues de La Justice et La Tempérance) et François Girardon (bas-relief de Saint-Jérôme).
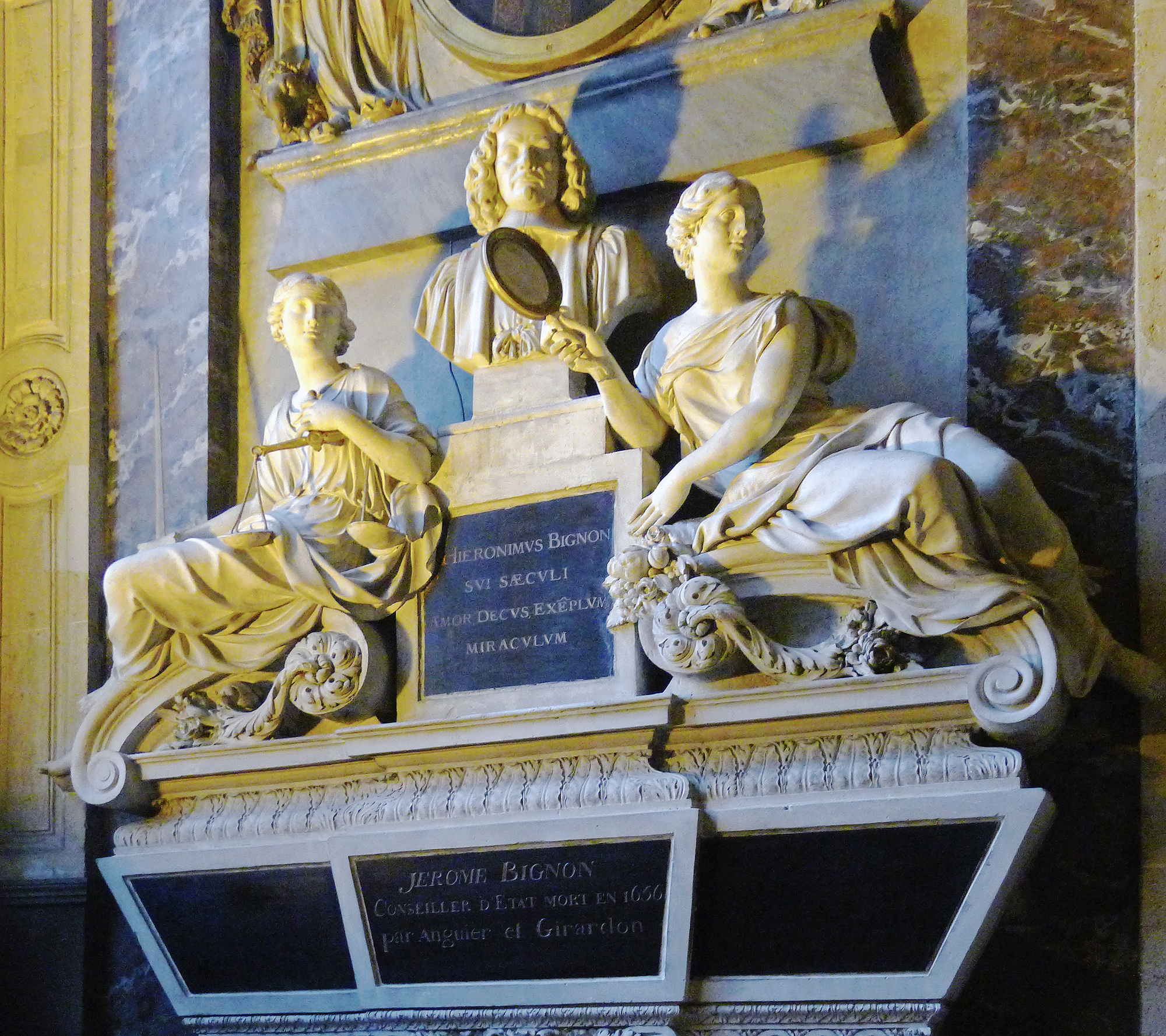
Michel Anguier et François Girardon, Mausolée de Jérôme Bignon, détail.

On peut également y voir deux des premiers tableaux de Noël Nicolas Coypel : le Sacrifice de Melchisédech et La Manne, peints en 1713, le Martyre de saint Cyr et Sainte Julitte de Louis Jean-Jacques Durameau. On trouve aussi une grande peinture de Camille Corot, Le Baptême du Christ. Pierre-Marie Poisson, célèbre par ses sculptures décoratives sur les grands paquebots français, travaille sur le portail vers 1930.
On y a récemment identifié une Pietà du peintre récollet Claude François, dit « Frère Luc », datant du XVIIIe siècle.
Au fond de l'église, un monumental autel en marbre vert.
Le sculpteur du roi, Philippe Caffieri était un familier de la Paroisse, habitant rue Saint-Victor.
Le grand crucifix en bois et les deux statues de la Vierge et de saint Jean sont de Jean-Baptiste Poultier (1653-1719).
Nicolas Legendre, ami de Le Brun, travailla aux sculptures qui ornent la façade de cette église du côté de la rue des Bernardins, et à l’intérieur à la chapelle de la Vierge et à celle des Agonisants.
Le tabernacle a disparu à la Révolution, mais on en a conservé une description très détaillée. C'était un très beau tabernacle, orné d'une rampe, des lions, placés sur des volutes, de colonnes de Corinthe, la porte gravée du nom de Jéhovah en hébreu, « avec un petit autel décoré des sept sceaux de l'Agneau, le corps supposé solide supporte quatre autres colonnes ornées de lapis, portant un petit dôme et quatre chérubins, sur les angles, sur lesquels est placée une couronne, entre ces colonnes, les figures des Évangélistes qui servent de soubassement, pour exposer le Saint-Sacrement sous le pavillon. »
Pendant la Commune de Paris, le tocsin de l’église sonnera une fois pour prévenir des manœuvres adverses.
Les quatre cloches de Saint-Nicolas ont été bénies le 5 juillet 1856, les parrain et marraine en étaient l’empereur et l’impératrice, représentés par le duc de Bassano, grand chambellan de l'empereur, et la duchesse de Bassano, dame d’honneur de l’impératrice. En conséquence, ces cloches ont été nommées : Louis, Napoléon, Eugénie, et Jean.

## Orgues

### Grand orgue

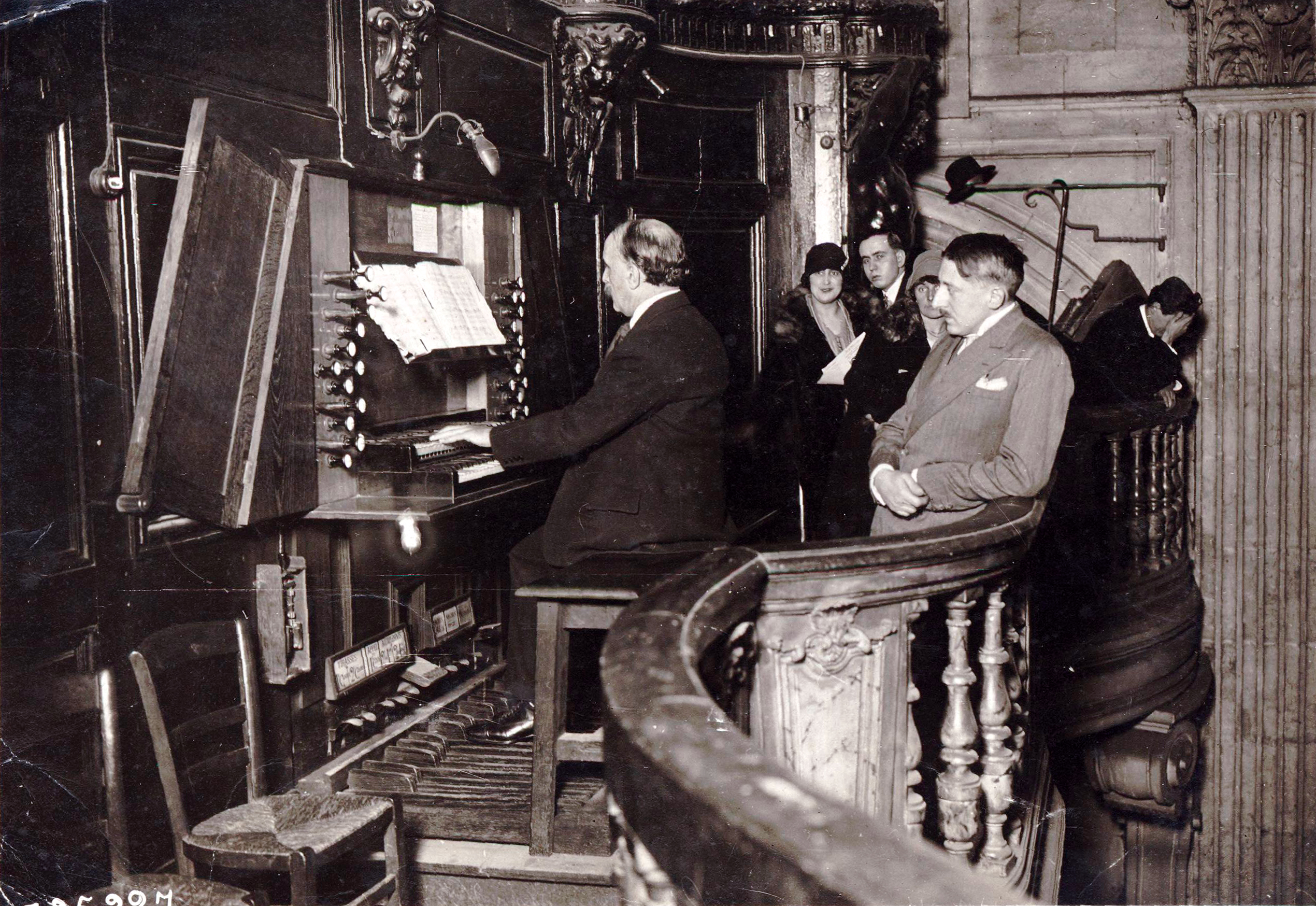
Louis Vierne et Paul Koenig aux Orgues de du Chardonnet le 8 décembre 1927 / son : Carillon de Westminster par Louis Vierne Carillons de Westminster par Louis Vierne.

La console de l'orgue est constituée de quatre claviers de 56 notes, un pédalier de 30 notes et d'une traction électrique pour 47 jeux réels. Le buffet historique date de 1725. Les facteurs d'orgue qui se sont succédé ont été François Thierry vers 1725, François-Henri Clicquot (1766 et de 1787 à 1790), Merklin (1897), Paul Koenig (1927), Victor Gonzalez (1936), Roethinger-R. Boisseau (1961), Barberis (1987), et Michel Gaillard (2004, 2007-2009),.
Jean de Saint-Samson, alors mendiant musicien aveugle et organiste, joue volontiers de l'orgue dans l'église de saint Nicolas du Chardonnet place Maubert lorsqu'il rencontre le carme Matthieu Pinault. Jean-Nicolas Geoffroy, organiste de Saint-Nicolas du Chardonnet et de la cathédrale de Perpignan. Baron : « Né probablement aux alentours des années 1750, celui-ci exerça également à la chapelle de l’hospice de la Pitié en 1796, à Saint-Nicolas-du-Chardonnet à la même époque, puis à Saint-Étienne-du-Mont de 1819 à 1824 et à Saint-Louis-d’Antin. Il eut pour remplaçant dans les années 1815-1820, Adolphe Adam, l’auteur du chant de Noël Minuit, Chrétiens et du ballet Giselle ».
L'orgue actuel provient de l'ancienne paroisse des Saints-Innocents supprimée en 1787, vendu à la Fabrique de Saint-Nicolas du Chardonnet. Il fut construit par le grand facteur François Thierry entre 1723 et 1725 (ce facteur devait œuvrer, en 1733, à Notre-Dame de Paris). À l'époque, cet orgue des Saints-Innocents présentait quatre claviers et 24 jeux. Il fut restauré par François-Henri Clicquot en 1790 puis Louis-Paul Dallery et Paul Koenig en 1927 et inauguré successivement au cours des siècles par François Couperin, Claude Balbastre, Charles Tournemire, et Louis Vierne qui l'inaugura en jouant le Carillon de Westminster le 7 décembre 1927.

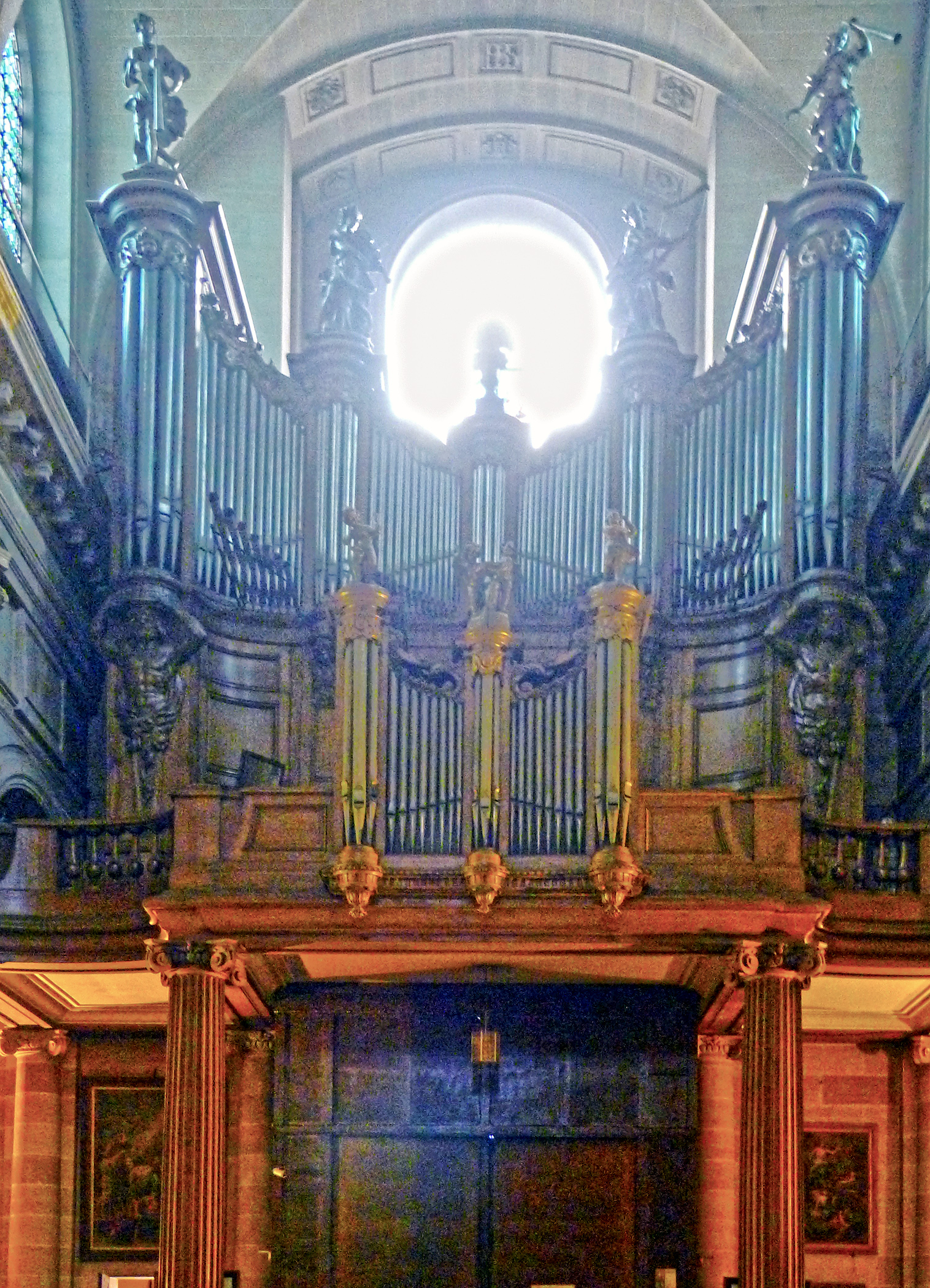
Orgue de tribune.
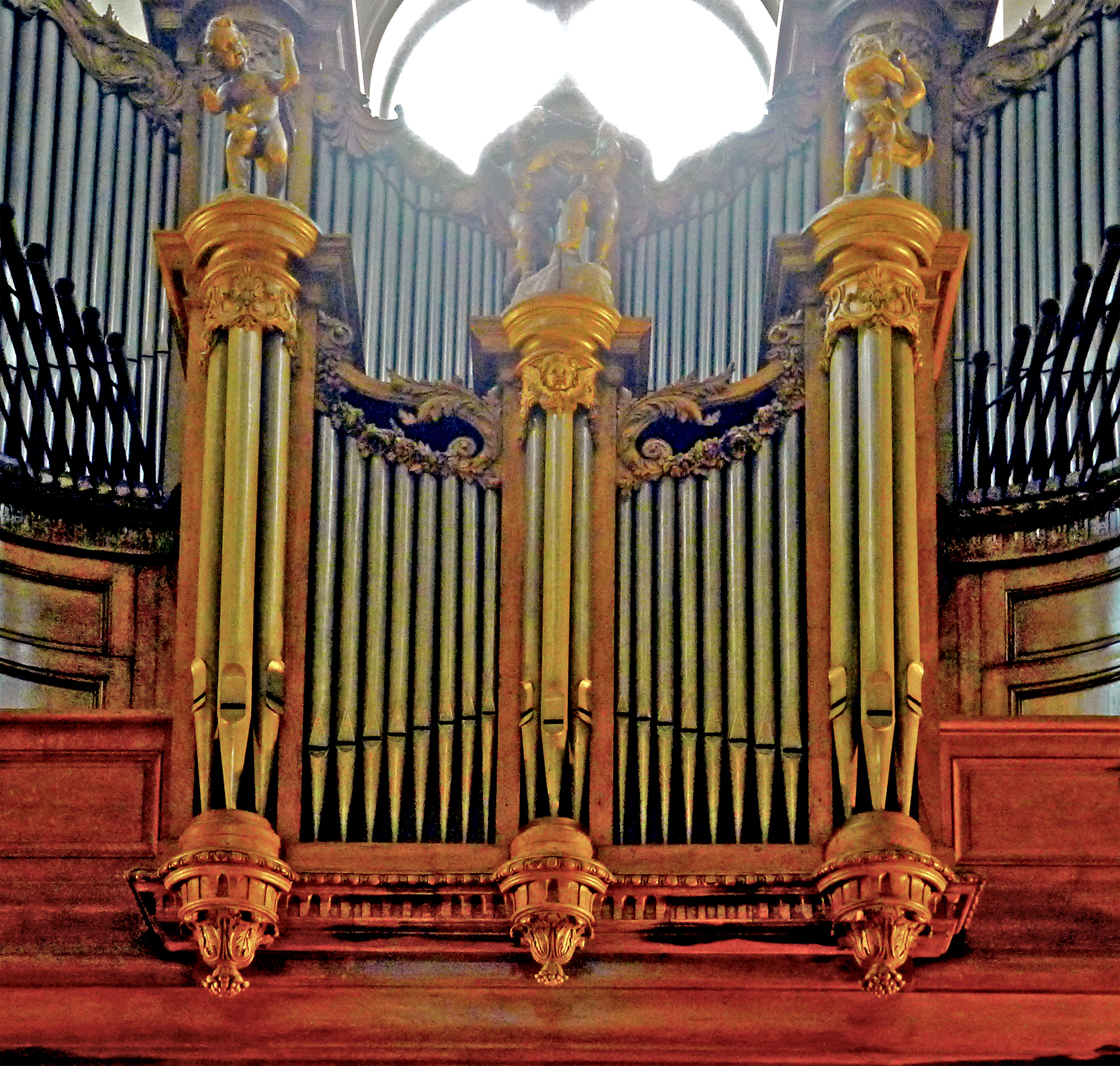
Détail.

En 1989, Marie-Agnès Grall-Menet est nommée titulaire du grand orgue,. En mai 2005, un CD est réalisé par l'organiste titulaire et vendu au profit de la restauration 2007-2009. L'inauguration de l'orgue restauré a lieu les 7 et 8 novembre 2009 : bénédiction et présentation par les facteurs d'orgue B. Aubertin et M. Gaillard, messe pontificale chœur et deux orgues, et un récital inaugural par Marie-Agnès Grall-Menet avec au programme : Louis Marchand, Claude Balbastre, Jean-Sébastian Bach, Johann Kaspar Kerll, Antonio Vivaldi, Eugène Gigout, Jean Langlais, Marie-Agnès Grall-Menet (création du Salve Regina), René Vierne, Louis Vierne (Carillon de Westminster).

### Orgue de chœur

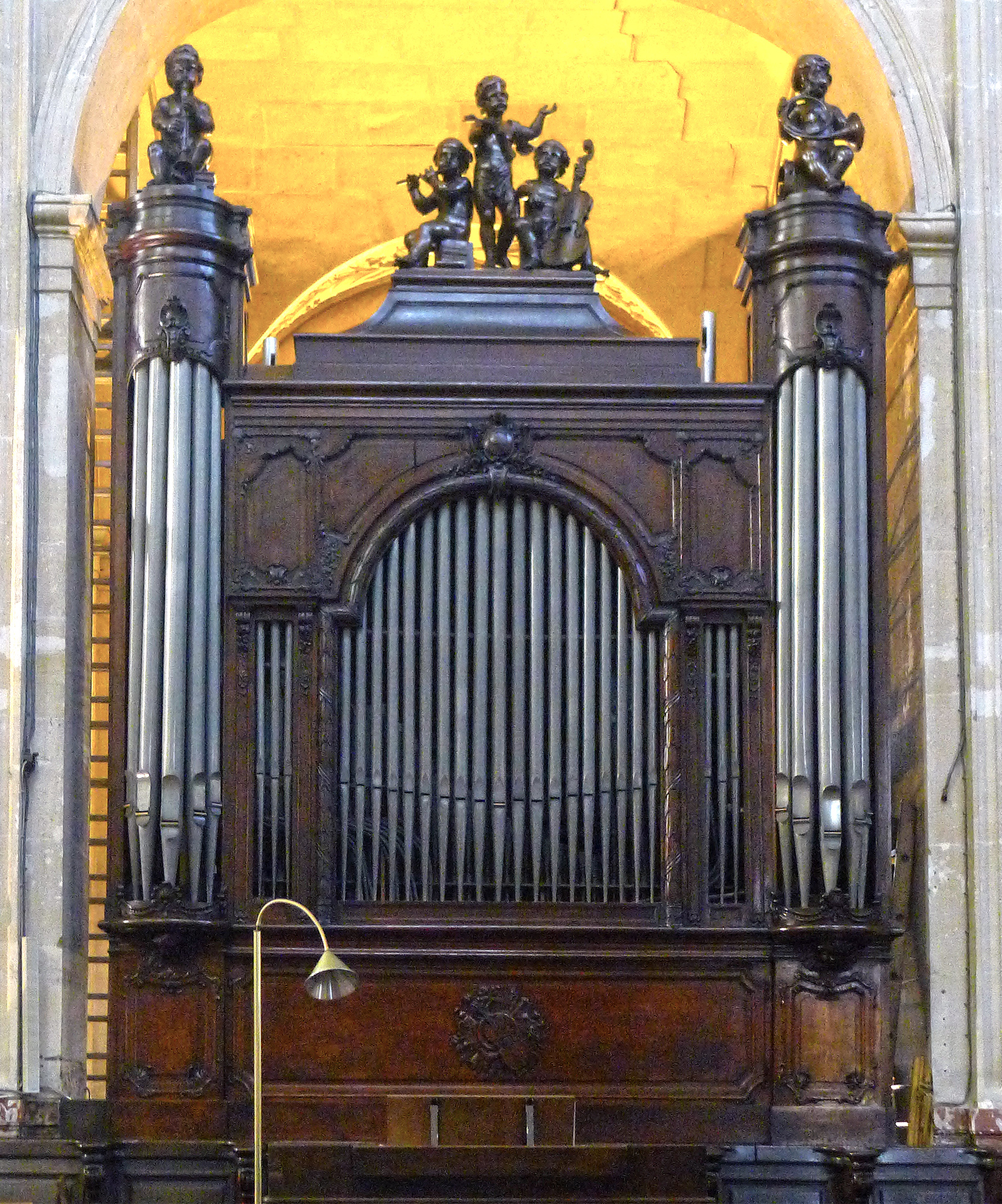
Orgue de chœur.

## Personnalités inhumées dans l'église
- Jean de Selve (1465-1529)
- Adrien Bourdoise (1584-1655)
- Charles Le Brun (1619-1690)
- Marc-René de Voyer de Paulmy d'Argenson (1652-1721)
- Jérôme Bignon (1662-1743)
- Claude Humbert Piarron de Chamousset (1717-1773)
- Jean de Santeul (1630-1697)
- Nicolas Legendre (1619-1671)
- Philippe Caffieri (1714-1774)
- Pierre de Voyer
- Michel de Chamillart (1652-1721)
- Nicole Chauvin[54]
- François Ducaud-Bourget (1897-1984)
- Jean-Paul Bignon (1662-1743)

L'église comprend aussi de nombreuses épitaphes.

## Médias

### Littérature
- Dans Le Parfum de la dame en noir de Gaston Leroux, la scène du mariage se passe à l'église Saint-Nicolas-du-Chardonnet en 1895[56].

### Sur l'église et son histoire
- Jacques-François Blondel, Architecture françoise, ou Recueil des plans, élévations, coupes et profils des églises, maisons royales, palais, hôtels & édifices les plus considérables de Paris, t. 2, Paris, chez Charles-Antoine Jombert, 1752-1756 (lire en ligne), p. 92-93
- Hercule Géraud, Paris sous Philippe-le-bel: d'après des documents originaux, Crapelet, 1837, 638 p. (lire en ligne)
- Clément de Ris et Louis Torterat, Histoire et description de l'église Saint-Nicolas du Chardonnet, Plon, 1876.
- Philippe Descourveaux, La Vie De M. Bourdoise, premier Prêtre de La Communauté & Séminaire De Saint-Nicolas Du Chardonnet, Paris, chez Morin, 1784.
- Pierre Schœnher, Histoire du séminaire de Saint-Nicolas du Chardonnet, 1612-1908, Paris, Société Saint Augustin, 1909-1911, X-576-705 pages, deux tomes (lire en ligne) ; lire en ligne t. 1 ; lire en ligne t. 2 ;
- Yvan Christ, Saint-Nicolas-du-Chardonnet, Paris, Éditions du Cerf, 1948
- Paul Biehler (photogr. Jean-Pierre Yvon), Saint-Nicolas-du-Chardonnet. Son histoire, ses œuvres d'art, les édifices religieux voisins détruits : foi et beauté, Paris, P. Biehler, 1979
- Jean Bayet, Les Édifices religieux (lire en ligne), p. 79-87
- Marcel Le Clère, « Saint-Nicolas-du-Chardonnet: de l’église et du séminaire à la Maison de la Mutualité (1243-1983) », Bulletin de la Société de l'histoire de Paris et de l'Île-de-France. 1986-1987, t. 113-114,‎ 1988, p. 81-104 (lire en ligne)

### Sur sa communauté catholique traditionaliste
- Communauté Saint-Séverin Saint-Nicolas, Le Défi intégriste, Saint-Nicolas occupé, Paris, éd. Le Centurion, 1977,
  - Recension : François-André Isambert, « Communauté Saint-Séverin Saint-Nicolas Le Défi intégriste, Saint-Nicolas occupé », Archives de sciences sociales des religions, nos 45/2,‎ 1978, p. 243 (lire en ligne)
- André Figueras, De Laënnec à Saint-Nicolas-du-Chardonnet. Le combat de Monseigneur Ducaud-Bourget, Chiré-en-Montreuil, Éditions de Chiré, 1977 (ISBN 2-85190-027-7).
- Guillaume de Tanoüarn (éd.), L'expérience de la tradition : Saint-Nicolas du Chardonnet, Paris, Éditions Servir, 2002
- Thibaud Chalmin, Une affaire d'Église : les débuts de l'occupation de Saint-Nicolas-du-Chardonnet (27 février - 4 juillet 1977) (Mémoire de Maîtrise sous la direction de Jean-Marie Mayeur), Université Paris Sorbonne-Paris IV, 1994, 349 pages (lire en ligne).
- Thibaud Chalmin, Saint-Nicolas-du-Chardonnet, un aspect du catholicisme parisien dans l'après-concile (Mémoire de D.E.A. sous la direction de Jean-Marie Mayeur), Université Paris Sorbonne-Paris IV, 1995.
- Abbé Bernard Lorber (réalisateur), St-Nicolas-du-Chardonnet, 30 ans après. Chardons toujours ardents, documentaire de la Procure de St-Nicolas-du-Chardonnet retraçant la « (re)prise » de cette église par la Fraternité Saint Pie X, avec des interview de François Ducaud-Bourget, l'abbé Louis Coache, Mgr Marcel Lefebvre et du Père Congar, Paris, Procure Saint-Nicolas, 2007, (DVD, 115 minutes).

### Sur ses liens avec l'extrême droite
- « Saint-Nicolas-du-Chardonnet », dans Erwan Lecœur (dir.), Dictionnaire de l'extrême droite, Paris, Larousse, coll. « À présent », 2007 (ISBN 978-2-03-582622-0), p. 259

### CD Rom Audio
- La nuit de Noël à St-Nicolas-du-Chardonnet -  Éditions Sacra Musica
- L'année liturgique en Chant Grégorien C. Balbastre : Manuscrit de Versailles (en guise d'interludes), disque Actuance, vol. 9, 2006, Organiste d'accompagnement Frédéric Moreau-Saran, Schola Bellarmina : Nicolas Storez, Louis-Salvy Gosse, Edmond de Tarade[57]
- Marie-Agnès Grall-Menet, "L'orgue de Saint-Nicolas, un joyau à restaurer" Œuvres de Jullien, Bach, Vivaldi, Walther, Cocker, Langlais, Karg-Elert.
- CD restauration-inauguration 7 et 8 novembre 2009. Extraits de la messe Pontificale chœur et 2 orgues, 4 improvisations du facteur d'orgue, extraits du concert inaugural donné par l'organiste titulaire Marie-Agnès Grall-Menet (Œuvres de Marchand, Balbastre, Bach, Kerll, Concerto RV406 de Vivaldi transcrit par Guillou, Toccata de Gigout, Carillon de Westminster de Louis Vierne).

## Iconographie
- L'un des plus anciens tableaux connus de Gabriel Zendel, peint en 1930, représente l'église Saint-Nicolas-du-Chardonnet.